# Lista odcinków serialu animowanego Klub Winx
Spis odcinków serialu animowanego Klub Winx.

## Spis serii
| Seria            | Odcinki                         | Oryginalna emisja    | Oryginalna emisja    | Oryginalna emisja    | Oryginalna emisja   |
| Seria            | Odcinki                         | Premiera serii       | Finał serii          | Premiera serii       | Finał serii         |
| Serie oryginalne | Serie oryginalne                | Serie oryginalne     | Serie oryginalne     | Serie oryginalne     | Serie oryginalne    |
| ---------------- | ------------------------------- | -------------------- | -------------------- | -------------------- | ------------------- |
| 1.               | 26                              | 28 stycznia 2004     | 26 marca 2004        | 1 lipca 2004         | 26 lipca 2004       |
| 2.               | 26                              | 19 kwietnia 2005     | 14 lipca 2005        | 3 września 2005      | 8 października 2005 |
| 3.               | 26                              | 29 stycznia 2007     | 28 marca 2007        | 30 kwietnia 2007     | 21 lipca 2007       |
| Film             | Tajemnica Zaginionego Królestwa | 27 listopada 2007    | 27 listopada 2007    | 5 grudnia 2008       | 5 grudnia 2008      |
| 4.               | 26                              | 15 kwietnia 2009     | 13 listopada 2009    | 5 października 2009  | 25 lutego 2010      |
| Film             | Magiczna przygoda               | 29 października 2010 | 29 października 2010 | 2 grudnia 2011       | 2 grudnia 2011      |
| 5.               | 26                              | 16 października 2012 | 24 kwietnia 2013     | 14 października 2012 | 2 września 2013     |
| 6.               | 26                              | 6 stycznia 2014      | 4 sierpnia 2014      | 9 czerwca 2014       | 20 sierpnia 2014    |
| Film             | Tajemnica morskich głębin       | 4 września 2014      | 4 września 2014      | 3 października 2014  | 3 października 2014 |
| 7.               | 26                              | 21 września 2015     | 3 października 2015  | 10 sierpnia 2015     | 13 stycznia 2016    |
| 8.               | 26                              | 15 kwietnia 2019     | 17 września 2019     | 20 kwietnia 2020     | 12 maja 2020        |
| Reboot           |                                 |                      |                      |                      |                     |
| 1.               | 26                              | wrzesień 2025        | b.d.                 | 2 października 2025  | b.d.                |

Premiery w Polsce:
- MiniMax:
  - I seria (odcinki 1-26) – 1 lipca 2004 roku

- ZigZap:
  - I seria (odcinki 1-26) – 16 października 2004 roku
  - II seria (odcinki 27-52) – 3 września 2005 roku
  - III seria (odcinki 53-65) – 30 kwietnia 2007 roku
  - III seria (odcinki 66-78) – 7 lipca 2007 roku
  - IV seria (odcinki 79-91) – 5 października 2009 roku
  - IV seria (odcinki 92-104) – 9 lutego 2010 roku

- Nickelodeon Polska:
  - Winx Club: One Hour Special – 16 października 2011
  - III seria  (odcinki 53-78 – wersja Nickelodeon) – 8 stycznia 2012 roku
  - IV seria (odcinki 79-104 – wersja Nickelodeon) – 10 września 2012 roku
  - V seria (odcinki 105-130) – 14 października 2012 roku
  - VI seria (odcinki 131-143) – 9 czerwca 2014 roku
  - VI seria (odcinki 144-156) – 4 sierpnia 2014 roku
  - VII seria (odcinki 157-169) – 10 sierpnia 2015 roku
  - VII seria (odcinki 170-182) – 28 grudnia 2015 roku

- teleTOON+:
  - VIII seria (odcinki 183-208) – 20 kwietnia 2020

- TV4:
  - Winx Club: One Hour Special – 1 września 2012 roku
  - III seria (odcinki 53-78 – wersja Nickelodeon) – 29 września 2012 roku

- TV Puls 2:
  - V seria (odcinki 105-130) – 14 kwietnia 2014 roku
  - III seria (odcinki 53-78 – wersja Nickelodeon) – 15 września 2014 roku
  - VI seria (odcinki 131-156) – 5 listopada 2014 roku
  - VII seria (odcinki 157-169) – 12 października 2015 roku
  - IV seria (odcinki 79-104 – wersja Nickelodeon) – 28 października 2015 roku

- Filmy:
  - Film pełnometrażowy Klub Winx – tajemnica zaginionego królestwa:
    - premiera kinowa w Polsce – 5 grudnia 2008 roku
    - premiera na kanale Filmbox HD – 18 kwietnia 2010 roku

  - Film pełnometrażowy Winx Club: Magiczna przygoda:
    - premiera kinowa we Włoszech – 29 października 2010 roku
    - premiera kinowa w Polsce – 2 grudnia 2011 roku

  - Film pełnometrażowy Winx Club: Tajemnica morskich głębin:
    - premiera kinowa we Włoszech – 4 września 2014 roku
    - premiera kinowa w Polsce – 3 października 2014 roku

## Spis odcinków

### Winx Club: Special
| S1 | Il Destino Di Bloom / Premiere Special       | Premiera specjalna | 16 października 2011(Nick PL) 1 września 2012 (TV4) | 27 czerwca 2011 (Nickelodeon)      | 21 listopada 2011 |
| Bloom spokojnie dorasta w Gardenii, kiedy odkrywa, że jest czarodziejką. Opuszcza wówczas Ziemię, by uczyć się w Alfei – w szkole dla czarodziejek w wymiarze Magix. Poznaje tam nowe przyjaciółki i wraz z nimi zakłada „Klub Winx”. Wyzwanie rzucają jej trzy wiedźmy z grupy Trix. Po wielkiej bitwie Bloom zwycięża Trix, po raz pierwszy przyjmując postać czarodziejki. |                                              |                    |                                                     |                                    |                   |
| S2 | La Vendetta Delle Trix / Revenge of the Trix | Zemsta Trix        | 6 listopada 2011(Nick PL) 8 września 2012 (TV4)     | 1 sierpnia 2011 (Nickelodeon)      | 28 listopada 2011 |
| Sny Bloom nawiedza tajemnicza nimfa Daphne, a wraz z nią obrazy z przeszłości. Rodzice mówią Bloom, że została adoptowana, a ona sama odkrywa, że Sky jest narzeczonym księżniczki Diaspro. Bloom chce się dowiedzieć jak najwięcej o swojej biologicznej rodzinie, a Trix robią wszystko, by jej odebrać moc. Podążają za nią do domu w Gardenii i kradną jej moc – płomień smoka. |                                              |                    |                                                     |                                    |                   |
| S3 | Battaglia Per Magix / The Battle For Magix   | Walka o Magix      | 27 listopada 2011(Nick PL) 15 września 2012 (TV4)   | 18 września 2011 (Nickelodeon)     | 5 grudnia 2011    |
| Uzbrojone w moc płomienia smoka Trix próbują podbić cały Magix. Wszystkie szkoły, łącznie z Chmurną Wieżą występują przeciwko nim. Winx i Sky chcą pomóc Bloom w odzyskaniu utraconej mocy. Jednak dopiero dzięki swojej siostrze Daphne, Bloom wchodzi na nowo w posiadanie płomienia smoka. W ostatecznej bitwie Winx wygrywają z Trix. Powraca pokój, a wiedźmy zostają uwięzione w klasztorze LightRock. |                                              |                    |                                                     |                                    |                   |
| S4 | La Fenice D'ombra / The Shadow Phoenix       | Mroczny Feniks     | 18 grudnia 2011(Nick PL) 22 września 2012 (TV4)     | 16 października 2011 (Nickelodeon) | 12 grudnia 2011   |
| Layla wspina się do zamku Darkara by odbić uwięzione wróżki Pixie. Udaje się je uwolnić, ale na swojej przeszkodzie spotyka potwory, którym udaje się czarodziejce uciec. Niestety natrafia na Lorda Darkara. Layla wraz z Piff spada z twierdzy prosto do rzeki. Wkrótce w Alfei Winx spotykają wyczerpaną Laylę, która mdleje. W tym samym czasie Lord Darkar uwalnia Trix z Klasztoru w LightRock i od teraz stają się jego sojuszniczkami. Bloom, Stella i Layla udają się do Twierdzy Darkara aby odbić wróżki. Toczą walkę z Trix. Gdyby nie pomoc tajemniczego mężczyzny czarodziejki poniosłyby klęskę. Pixie zostają uwolnione. W Alfei okazuje się, że tajemniczy mężczyzna to Avalon, który staje się nauczycielem i dodatkowo pomaga Bloom w dowiedzeniu się o jej biologicznych rodzicach. Kilka dni później odbywa się otwarcie Czerwonej Fontanny, która została zniszczona podczas walki z Trix. W tym samym czasie Darkar wysyła Icy do wioski wróżek i odbiera kodeks. Avalon porywa Bloom, a Darkar przemienia ją w mroczną Bloom, która odblokowuje magię Relix. Flora, Musa, Stella, Layla i Tecna wypowiadają ostateczną walkę przeciwko mocom Darkara, który przeistacza się w Feniksa. W ostateczności Lord Darkar zostaje pokonany. |                                              |                    |                                                     |                                    |                   |

### Seria 1
| 1 | Una Fata a Gardenia / An Unexpected Event          | Niespotykane zdarzenie           | 1 lipca 2004  | 19 czerwca 2004      | 28 stycznia 2004 |
| Akcja rozpoczyna się w Gardenii na Ziemi. Bloom to zwykła dziewczyna, która ma właśnie wakacje. Dostaje od rodziców prezent: rower. Od razu rusza nim do miasta. Po drodze spotyka Mitzie, z którą chodzi do szkoły. Odbywa z nią krótką rozmowę na temat gdzie spędzą wakacje. Zaraz potem jedzie ze swoim królikiem do parku. Na miejscu wystraszony Kiko szybko biegnie do swojej pani. Bloom idzie za króliczkiem. Po chwili w lesie widzi dziewczynę, która ma moc. Walczy ona z potworami. Nagle zostaje jej odebrany pierścień. Kiedy czarodziejka zostaje powalona na ziemię, Bloom każe ogrowi przestać. Tym samym zwraca na siebie ich uwagę. Potwory rzucają się na nią. Wtedy pierwszy raz używa swojej mocy. Nieznajoma odzyskuje pierścień. Wrogowie uciekają. Nowa znajoma zasłabła i Bloom zabiera ją do domu. Knut opowiada trzem dziewczyną o próbie odebrania różdżki i o Bloom. Każą mu ją odnaleźć. Nieprzytomna czarodziejka budzi się. Przedstawia się jako Stella, uczennica Alfei – szkoły dla czarodziejek. Rodzice Bloom nie chcą wierzyć Stelli. Na Ziemię powrócił ogr z trollem, żeby odnaleźć Bloom. Stella pokazuje szkołę dla czarodziejek na kartce bez dna. Potwory znalazły dom Mika i Vanessie. Dostają się do środka. Stella z Bloom szybko idą pomóc Mike’owi i Vanessie. Stella atakuje trolla i ogra, a Bloom odwraca uwagę gnomów. Zaraz potem przybywają specjaliści: Sky, Brandon, Timmy, Riven. Schwytali oni trolla. Niestety ogrowi z gnomami udaje się uciec. Stella zabiera Bloom i jej rodziców do Alfei. |                                                    |                                  |               |                      |                  |
| 2 | Benvenuti a Magix! / Welcome to Magix!             | Witamy w Magix                   | 2 lipca 2004  | 26 czerwca 2004      | 30 stycznia 2004 |
| Rodzice Bloom zobaczyli na własne oczy przyszłą szkołę córki. Niestety nie mogli do niej pójść z dziewczynami, ponieważ Alfę chroni magiczna bariera ochronna. Nie pozwala ona przejść osobą niemagicznym. Mike i Vanessa po pożegnaniu z córką zostali odesłani do Gardenii przez Stellę. Przed wejściem do szkoły okazuje się, ze Bloom nie wysłała zgłoszenia. Dlatego Stella każe jej udawać księżniczkę z Callisto, która jest na liście uczennic. Po krótkiej przemowie Gryzeldy i dyrektorki wszystkie dziewczyny udają się do swoich pokoi. Na miejscu Bloom poznaję swoją współlokatorkę, Florę. Stella ma pokój tylko dla siebie. Potem przychodzą Tecna i Musa. Obie mają ten sam pokój. Wszystkie postanawiają udać się do miasta. Na miejscu idą po jedzenie. W mieście zauważył je Knut. Informuje on o obecności dziewczyn w Magixie czarownice. Bloom dzwoni do rodziców z budki telefonicznej. Nagle zauważa ogra. Szybko kończy rozmowę i udaje się za nim. Szpiegując go niechcący ujawnia swoją obecność. Trix zaczynają atakować Bloom, która się nie poddaje. Niestety bez mocy jest bezbronna. Na ratunek przybywają jej Musa, Stella, Tecna i Flora. Po transformacji uwalniają Bloom z bryły lodu. Po krótkiej walce Stella transportuje je do centrum Magixa. Niechcący ujawnia kim tak naprawdę jest księżniczka z Callisto. Wracając do swoich pokoi, dziewczyny są przyłapane przez Gryzeldę i Faragondę. Wtedy Bloom przyznaje się, że pochodzi z Ziemi i ma na imię Bloom. Obie nauczycielki są zdziwione pochodzeniem ich uczennicy. Myślały, że na Ziemi już od dawna nie ma żadnych czarodziejek. Dziewczyny postanawiają nazwać swoją grupę Winx. |                                                    |                                  |               |                      |                  |
| 3 | L'Anello di Stella / Alfea College For Fairies     | Szkoła czarodziejek Alfea        | 3 lipca 2004  | 3 lipca 2004         | 2 lutego 2004    |
| Uczennice przebywają na lekcji profesora Wizgiza. Mają patrzeć w lusterko zmienić swój kolor włosów. Bloom się to nie udaje i próbuje po lekcjach w swoim pokoju co nie daje oczekiwanej zmiany. Następnego dnia Faragonda ogłasza, że dzisiejszego wieczoru odbędzie się bal. Przybędą na niego specjaliści. Ma odbyć się tradycyjna wymiana podarunków między uczniami. Dyrektorka Chmurnej Wieży każe wymyślić czarownicom jak zepsuć przyjęcie, na które nie zostały zaproszone. Dziewczyny przygotowują się do balu. Kiedy okazuje się, że Bloom nie ma żadnej sukni Winx udają się do miasta. Po jakimś czasie Flora, Musa, Tecna i Stella muszą wracać do szkoły, żeby się przygotować na przyjęcie. Bloom ma problem ze znalezieniem sukni ze względu na brak pieniędzy. W końcu kupuje ją na wyprzedaży. Griffin wybrała pomysł Trix jako najbardziej straszny. Czarownice zaczęły go realizować. Bloom próbuje skrócić kupioną sukienkę. Jednak nie może ze względu na brak nożyczek w pokoju. Dlatego udaje się na poszukiwania. W trakcie szukania spotyka Trix, które przybyły do Alfei wykonać swoje zadanie. Dowiaduje się o ich planie i szybko powiadamia o tym dziewczyny. W trakcie rozmowy zauważają, że chłopcy chcą już podarować swoje podarunki z niespodzianką od Trix. Winx wspólnym zaklęciem udaje się odwrócić czar. Kiedy bal jest uratowany, Bloom udaje się do swojego pokoju. Czarownice są wściekłe, że ich plan pokrzyżowano. Bloom próbuje zatrzymać szkatułkę Stelli, w której znajduje się jej pierścień. Podąża za nim aż do trafia na Trix. Atakują ją. Winx nie mogą jej pomóc, ponieważ dyrektorka je zatrzymała w szkole. Kiedy Bloom znajduje się nad przepaścią, udaje się jej po raz pierwszy przemienić. Dzięki temu może unikać ataki, ale niestety czarownice uciekają z pierścieniem. Przybywają Winx. Flora pociesza Bloom mówiąc, że pierścień nie jest w posiadaniu Trix. Dziewczyny idą na bal. Jest też Bloom, która potem tańczy z Brandonem. Trix nie są zadowolone z niespodzianki od Flory. |                                                    |                                  |               |                      |                  |
| 4 | La Palude di Melmamora / The Black-Mud Swamp       | Czarne bagna                     | 4 lipca 2004  | 10 lipca 2004        | 4 lutego 2004    |
| Uczennice Alfei są na bagnach z profesorem Palladium. Podzielone na grupy muszą bez użycia magii wydostać się z Czarnych bagien w ciągu 3 godzin. Winx razem szukają drogi powrotnej. Tymczasem Trix dowiadują się od Knuta, że troll będzie sprowadzany do Magix przez magików. Czarownice postanawiają pozbyć się trolla, ponieważ może on powiedzieć o nich policji. Samolot specjalistów zostaje zaatakowany i upada na ziemię. Trollowi udaję się uciec. Dziewczyny postanawiają pomóc chłopakom odnaleźć więźnia. Udają się za śladami potwora. Po drodze spotykają roślinę nie lubiącą hałasu. Pomagają wydostać się z jej sideł Stelli i specjalistą. Idą dalej razem. Pokonują drogę ruszających się kępek. Kawałek drogi dalej pomagają innym uczennicom z Alfei, które zaatakował troll. Niestety ta misja poniosła klęskę. Troll uciekł. Udaje się do Trix. Odsyłają go do nicości. Jakiś czas później w to samo miejsce trafiają dziewczyny i chłopaki. Wyraźnie czują, że ktoś użył czarnej magii aby pozbyć się trolla. Bloom znajduje piórko kaczorka Icy. Wszyscy już wiedzą kto za tym stoi. Specjaliści podwożą Winx do profesora Palladium i reszty dziewczyn. Daje on spóźnionym uczennicą drugą szansę na wykonanie zadania. |                                                    |                                  |               |                      |                  |
| 5 | Appuntamento al Buio / Date with Disaster          | Koszmarna randka                 | 5 lipca 2004  | 17 lipca 2004        | 6 lutego 2004    |
| Stella dostaje zaproszenie. Jest przekonana, że wysłał je Sky, chcąc zaproponować jej randkę. Jednak okazuje się, że to nikczemny podstęp czarownic. Bloom i przyjaciółki stawiają czoło wiedźmom, ale przegrywają tę zaciekłą walkę. W konsekwencji są zmuszone oddać pierścień Stelli. Dlaczego czarownice tak bardzo chcą mieć ten pierścień? Dziewczyny z Klubu Winx zrobią wszystko, żeby znaleźć odpowiedź na to pytanie. |                                                    |                                  |               |                      |                  |
| 6 | Missione a Torrenuvola / Mission at Cloudtower     | Wyprawa do Chmurnej Wieży        | 6 lipca 2004  | 24 lipca 2004        | 9 lutego 2004    |
| Czarodziejki wkradają się do Chmurnej Wieży, żeby odebrać pierścień. Przypadkiem odkrywają Kryptę Magicznego Archiwum – tajemny skarbiec Chmurnej Wieży, w którym przechowywane są akta wszystkich krain czarów i wróżek. To miejsce jest pełne niekończących się pułapek i niebezpieczeństw. Czy dziewczynom uda się wydostać z Chmurnej Wieży i wrócić bezpiecznie do Alfei? |                                                    |                                  |               |                      |                  |
| 7 | A che Servono gli Amici? / Friends In Need         | Przyjaciół poznaje się w biedzie | 7 lipca 2004  | 31 lipca 2004        | 11 lutego 2004   |
| Faragonda, dyrektorka Alfei, karze czarodziejki za udanie się do Chmurnej Wieży. Dziewczyny muszą posprzątać całą szkołę, podczas gdy wszyscy inni uczniowie uczestniczą w corocznym jarmarku w centrum Magix. Za karę nie mogą używać swoich magicznych mocy, gdyż pani dyrektor chwilowo odebrała im moc. Chłopcy (Specjaliści) będący w pobliżu, są gotowi przyjść w razie czego z pomocą. Do Alfei przybywają czarownice, aby razem ze Smokiem zniszczyć szkołę. |                                                    |                                  |               |                      |                  |
| 8 | La Festa della Rosa / A Friendship Sundered        | Rozłąka przyjaciół               | 8 lipca 2004  | 7 sierpnia 2004      | 13 lutego 2004   |
| Czarownice Trix próbują za wszelką cenę zniszczyć przyjaźń czarodziejek ze Specjalistami. Podczas wyścigu motocykli, wiedźmy przyczyniają się do strasznego wypadku Rivena, obwiniając Bloom za ten incydent. Między Rivenem a Bloom wybucha kłótnia. Tłumaczenia chłopca nie przekonują kolegów. Specjaliści stają po stronie niewinnej Bloom. Podstępnie czarownice cieszą się ze swojego zwycięstwa i proponują Rivenowi swoją przyjaźń. |                                                    |                                  |               |                      |                  |
| 9 | Il Tradimento di Riven / Betrayed!                 | Zdrada                           | 9 lipca 2004  | 14 sierpnia 2004     | 16 lutego 2004   |
| Tajemniczy głos, który ocalił Bloom w Chmurnej Wieży, nieustannie prześladuje ją w snach. Okazuje się, że to głos Daphne – jednej z dziewięciu legendarnych nimf Magix. Czego chce od niej Daphne? Bloom będzie starała się odszyfrować tę zagadkę. Między Winx a wiedźmami dojdzie do walki. Icy uświadomi sobie, jaką wielką siłę ma Bloom. Jest bardzo ciekawa, skąd w czarodziejce tyle pokładów magicznej energii. |                                                    |                                  |               |                      |                  |
| 10 | La Fiamma del Drago / Bloom Tested                 | Egzamin Bloom                    | 10 lipca 2004 | 21 sierpnia 2004     | 18 lutego 2004   |
| W Alfei zbliża się czas egzaminów. Czy Bloom zda trudny egzamin w komorze symulacyjnej? Trix coraz bardziej utwierdzą się w przekonaniu, że Bloom jest bardzo wyjątkową czarodziejką. Co knują wiedźmy? Na pewno będzie działo się wiele. |                                                    |                                  |               |                      |                  |
| 11 | Il Regno delle Ninfee / The Monster And The Willow | Potwór i wierzba                 | 11 lipca 2004 | 28 sierpnia 2004     | 20 lutego 2004   |
| Wszyscy są bardzo zajęci przygotowaniami do egzaminów. Flora musi znaleźć rzadki i wyjątkowy kwiat, który znajduje się na Czarnych Bagnach. Czarodziejki wybierają się na mokradła, gdzie spotykają wodne wróżki – ofiary zaklęcia rzuconego przez wierzbę. Przyjaciółki walczą z wierzbą oraz... potworem. Czy uda się dziewczynom odnieść zwycięstwo i wrócić szczęśliwie do Alfei? |                                                    |                                  |               |                      |                  |
| 12 | Miss Magix / Miss Magix                            | Miss Magix                       | 12 lipca 2004 | 4 września 2004      | 23 lutego 2004   |
| W Alfei wszyscy są pochłonięci przygotowywaniami do egzaminów. Wszyscy z wyjątkiem Stelli, która nie potrafiła skupić się na nauce, gdyż właśnie odbywają się wybory Miss Magix. Czy Stella weźmie w nich udział? Jak potoczy się historia? Z pewnością będzie bardzo zabawnie. |                                                    |                                  |               |                      |                  |
| 13 | La Figlia del Fuoco / A Great Secret Revealed      | Dawna tajemnica                  | 13 lipca 2004 | 11 września 2004     | 25 lutego 2004   |
| Bloom odwiedza swoich rodziców w Gardenii. Demonstruje im nową moc: potrafi określić czy zamiary ludzi są dobre, czy złe. Dzięki tej umiejętności Bloom może unicestwić podstępne plany dwóch oszustów, którym prawie udało się oszukać jej rodziców. Bloom odkrywa, że została adoptowana, a Mike, jej przybrany ojciec, tak naprawdę znalazł ją w ogniu podczas gaszenia pożaru. Dziewczyna będzie dążyła do poznania prawdy o swoim pochodzeniu. |                                                    |                                  |               |                      |                  |
| 14 | Il Segreto di Bloom / Bloom's Dark Secret          | Tajemnica Bloom                  | 14 lipca 2004 | 18 września 2004     | 27 lutego 2004   |
| Bloom, Tecna, Timmy i Brandon znów próbują dostać się do Krypty Magicznego Archiwum w Chmurnej Wieży, żeby dowiedzieć się czegoś więcej o pochodzeniu Bloom. Po pokonaniu wielu przeszkód, udaje im się dotrzeć do Krypty, gdzie dowiadują się kim jest Bloom. Jaka jest prawda o Bloom? Wszyscy są tego bardzo ciekawi. |                                                    |                                  |               |                      |                  |
| 15 | Voci dal Passato / Honor Above All                 | Honor nade wszystko              | 15 lipca 2004 | 25 września 2004     | 1 marca 2004     |
| Profesor Wizgiz upuszcza kopertę, zawierającą odpowiedzi na pytania, które mają się pojawić na teście. Bloom pokazuje kopertę przyjaciołom. Czy otworzą ją, żeby podejrzeć odpowiedzi? Z pewnością to najprostszy sposób, żeby zdać egzamin! Trudno oprzeć się tej pokusie. Kto wykaże się uczciwością i jak potoczy się cała historia? Nie zabraknie wielu zabawnych sytuacji. |                                                    |                                  |               |                      |                  |
| 16 | Il Nemico nell'Ombra / Cold Spell                  | Czarne sny                       | 16 lipca 2004 | 2 października 2004  | 3 marca 2004     |
| Trix (Icy, Darcy i Stormy) przywołują Smoka, który posiada moc zsyłania na innych przerażających snów. Potwór wkracza do sypialni czarodziejek, chcąc wziąć w posiadanie wszystkie ich siły, żeby stać się jeszcze silniejszym. czy uda mu się zrealizować ten nikczemny plan? Czy czarodziejki tak łatwo się poddadzą? |                                                    |                                  |               |                      |                  |
| 17 | Il Segreto di Brandon / Secrets Within Secrets     | Ukryte tajemnice                 | 17 lipca 2004 | 9 października 2004  | 5 marca 2004     |
| Bloom odkrywa przez przypadek, że Brandon nie jest zwykłym giermkiem księcia Sky'a, lecz tak naprawdę jest prawdziwym księciem. Przyjaciele zamienili się rolami dla własnego bezpieczeństwa. Jest jeszcze jedna niespodzianka: Brandon ma narzeczoną, piękną księżniczkę Diaspro. Bloom jest przekonana, że Diaspro nie jest autentyczną osobą, lecz „wytworem” wiedźm, które knują kolejny podstęp. |                                                    |                                  |               |                      |                  |
| 18 | Addio Magix / The Font Of Dragon Fire              | Piętno smoczego płomienia        | 18 lipca 2004 | 16 października 2004 | 8 marca 2004     |
| Trzy wiedźmy znów atakują Bloom. Przy okazji walki dowiadujemy się, że Trix dawno temu zniszczyły świat Domino, próbując zdobyć siłę smoczego płomienia. Bloom wyrusza w tajemniczą podróż. Ta wyprawa ujawni wiele istotnych faktów o niej samej. |                                                    |                                  |               |                      |                  |
| 19 | Attacco ad Alfea / The Fall Of Magix               | Upadek Magix                     | 19 lipca 2004 | 23 października 2004 | 10 marca 2004    |
| Przejęta od Bloom siła smoczego płomienia, pomaga wiedźmom całkowicie zawładnąć Chmurną Wieżą. Wtrącają do więzienia Profesor Griffin oraz czarownice, które nie chciały pomóc im w zniszczeniu Magix. Życie w Magix wymyka się spod kontroli. Czarodziejki Winx szukają sposobu na wyjście z tej trudnej sytuacji. Czy im się to uda? |                                                    |                                  |               |                      |                  |
| 20 | La Scomparsa di Bloom / Mission To Domino          | Wyprawa na Domino                | 20 lipca 2004 | 30 października 2004 | 12 marca 2004    |
| Za zgodą Faragondy, Bloom wraz z przyjaciółkami wyruszają na zniszczoną planetę Domino. Wierzą, że odnajdą tam moc smoka, dzięki której zdołają uratować Magix. Czeka je wiele nowych przygód oraz niebezpiecznych sytuacji. Dziewczyny są zdeterminowane i gotowe zrobić wszystko, żeby ocalić świat Magix. |                                                    |                                  |               |                      |                  |
| 21 | Trappola di Ghiacc / The Crown Of Dreams           | Korona marzeń                    | 21 lipca 2004 | 6 listopada 2004     | 15 marca 2004    |
| Przebywając na Domino, czarodziejki docierają do Pałacu Królewskiego. Tam Bloom odnajduje koronę, o której tak często śniła. Kiedy wkłada ją na głowę, dzieją się niesamowite rzeczy. Jakie tajemnice skrywa magiczna korona i czy jest ona kluczem na ocalenie Magix? |                                                    |                                  |               |                      |                  |
| 22 | Il Ritorno di Riven / Storming Cloudtower          | W podziemiach Chmurnej Wieży     | 22 lipca 2004 | 13 listopada 2004    | 17 marca 2004    |
| Czarodziejki z Alfei, Specjaliści z Czerwonej Fontanny oraz ich nauczyciele szykują się do rewanżu. Celowo się rozdzielają, próbując z różnych stron wejść do Chmurnej Wieży. Riven żałuje, że zachował się niewłaściwie. Przyłącza się do czarodziejek, żeby wspólnie z nimi ratować Magix. |                                                    |                                  |               |                      |                  |
| 23 | Fuga da Torrenuvola / Power Play                   | Starcie na szczycie              | 23 lipca 2004 | 20 listopada 2004    | 19 marca 2004    |
| Wszyscy są gotowi zmierzyć się z niebezpieczeństwem i odzyskać potężną moc smoka. Bloom wraz z przyjaciółmi uwalniają z Chmurnej Wieży uwięzione „dobre wróżki”. Oswobodzone wróżki łączą swoje siły z czarodziejkami i wspólnie przystępują do walki z Icy, Darcy i Stormy. |                                                    |                                  |               |                      |                  |
| 24 | Il Mistero del Lago / The Witches' Siege           | Oblężenie                        | 24 lipca 2004 | 27 listopada 2004    | 22 marca 2004    |
| Wiedźmy niszczą Alfeę. Chcą przejąć nad Magix całkowitą kontrolę. Wszędzie panuje kompletny chaos. Bloom po raz kolejny słyszy głos Daphne, który prowadzi ją do jeziora. Czy uda się uratować Magix i pokonać złe moce? |                                                    |                                  |               |                      |                  |
| 25 | Il Sonno di Magix / The Ultimate Challenge         | Ostateczne wyzwanie              | 25 lipca 2004 | 4 grudnia 2004       | 24 marca 2004    |
| Wiedźmy ponoszą klęskę i wszyscy będący pod ich urokiem zostają uwolnieni. W ostatecznym starciu Icy rzuca wyzwanie Bloom. Zwycięstwo w walce ma pokazać, kto bardziej zasługuje na niezwykle potężną moc – Płomień Smoka. Bloom przyjmuje to wyzwanie. Teraz musi się zmierzyć z bardzo trudnym zadanie – pokonaniem Trix. |                                                    |                                  |               |                      |                  |
| 26 | Battaglia Finale / The Witches' Downfall           | Upadek czarownic                 | 26 lipca 2004 | 11 grudnia 2004      | 26 marca 2004    |
| W starciu z czarownicami, Bloom początkowo wydaje się być łatwą do pokonania przeciwniczką. Jednakże ostatecznie udaje się jej zwyciężyć. Trix zostają uwięzione. Dyrektorki dwóch uczelni zgodnie twierdzą, że końcowa walka była najlepszym z możliwych testów sprawdzających umiejętności czarodziejek i czarownic. W nagrodę wszyscy kończą rok szkolny z wyróżnieniem, bez konieczności zdawania tradycyjnych rocznych egzaminów. Bloom postanawia odnaleźć swoich biologicznych rodziców. |                                                    |                                  |               |                      |                  |

### Seria 2
| 27 | La Fenice D'Ombra / The Shadow Phoenix                           | Mroczny Feniks                          | 3 września 2005     | 10 września 2005     | 19 kwietnia 2005 |
| Bloom wraz z przyjaciółmi celebruje początek drugiego roku w szkole dla czarodziejek Alfea. Przyjęcie kończy się przybyciem nowej uczennicy obdarzonej nadprzyrodzoną mocą, Layli. Czarodziejka uciekła właśnie z rąk potężnego wroga, Lorda Darkara i jego armii potworów cienia.                                    |                                                                  |                                         |                     |                      |                  |
| 28 | Il Ritorno delle Trix / The Return of The Trix                   | Wybawienie Trix                         | 5 września 2005     | 17 września 2005     | 21 kwietnia 2005 |
| Kiedy Bloom i pozostałe członkinie klubu Winx pomagają nowej przyjaciółce Layli odzyskać siły, Lord Darkar wściekły na sługi cienia decyduje się na poszukiwania nowych sprzymierzeńców. Atakując opactwo Lightrock przeciwnik Winx uwalnia Trix!                                                                     |                                                                  |                                         |                     |                      |                  |
| 29 | Missione di Salvataggio / Rescue Mission                         | Misja ratunkowa                         | 6 września 2005     | 24 września 2005     | 26 kwietnia 2005 |
| Layla, Bloom i Stella wyruszają na zamek Lorda Darkara by pomóc uwięzionym Specjalistom. Nikczemnik uwięził bowiem zwierzaki Pixie i ma wobec nich bardzo niecne plany. Droga do zamku pełna jest jednak pułapek, niebezpieczeństw i potworów.                                                                        |                                                                  |                                         |                     |                      |                  |
| 30 | La Principessa Amentia / Princess Amientia                       | Księżniczka Amentia                     | 8 września 2005     | 1 października 2005  | 28 kwietnia 2005 |
| Stella i Brandon zostają oddzieleni od przyjaciół i przebywają w dziwnym podziemnym królestwie Downlandu. Kiedy brak promieni słonecznych znacznie osłabia moce Stelli, Brandon odkrywa, że znalazł się w jeszcze większym niebezpieczeństwie: księżniczka owej krainy decyduje się bowiem wyjść za niego za mąż.     |                                                                  |                                         |                     |                      |                  |
| 31 | Magico Bonding / Magical Bonding                                 | Magiczne połączenie                     | 9 września 2005     | 8 października 2005  | 3 maja 2005      |
| By uwolnić zwierzaki Pixie, Bloom wraz z przyjaciółmi decyduje się zaatakować twierdzę Lorda Darkara. Ich plany krzyżują jednak Stromy, Darcy i Icy: trzy wiedźmy Trix, którym Darkar ofiarował specjalne przedmioty potęgujące ich moce.                                                                             |                                                                  |                                         |                     |                      |                  |
| 32 | Il Matrimonio di Brandon / The Wedding of Brandon                | Uciekający pan młody                    | 10 września 2005    | 15 października 2005 | 5 maja 2005      |
| Z pomocą zwierzaków Pixie, Klub Winx przedostaje się do krainy Downlandu, gdzie księżniczka Amentia przetrzymuje Brandona. Władczyni krainy postanowiła wyjść za chłopca i wygląda na to, że jej życzenie się spełni. Nadchodzi moment ceremonii i już tylko minuty dzielą Bloom i Stellę od utraty przyjaciela.      |                                                                  |                                         |                     |                      |                  |
| 33 | La Pietra Misteriosa / The Mysterious Stone                      | Tajemniczy Głaz                         | 12 września 2005    | 22 października 2005 | 10 maja 2005     |
| Bloom oraz Stella przyprowadzają nowych przyjaciół Pixie do szkoły dla czarodziejek Alfea. Powitania i radość nie trwają jednak długo. W szkole pojawia się poważne zagrożenie zrodzone z czarnej magii. Monolit, którego nie mogą pokonać nawet czarodziejki Winx zaczyna przysparzać wszystkim olbrzymich kłopotów. |                                                                  |                                         |                     |                      |                  |
| 34 | Il Guasta Feste / Party Crasher                                  | Nieproszony gość                        | 13 września 2005    | 29 października 2005 | 12 maja 2005     |
| Czarodziejki uczestniczyły w ceremonii otwarcia szkoły Czerwonej Fontanny. W tym samym czasie Lord Darkar uwolnił potężnego potwora.Na szczęście na pomoc przyszedł nowy magik – Helia. |                                                                  |                                         |                     |                      |                  |
| 35 | Il Segreto del Professor Avalon / The Secret of Professor Avalon | Tajemnica profesora Avalona             | 15 września 2005    | 5 listopada 2005     | 17 maja 2005     |
| Tecna wraz z Digit myślały, że profesor Avalon ma jakąś mroczną tajemnicę. Ale okazało się, że to były tylko eksperymenty Wizgisa. Dzięki czarom Avalona, Bloom dowiedziała się więcej o swojej przeszłości i o rodzinie.                                                                                             |                                                                  |                                         |                     |                      |                  |
| 36 | La Cripta del Codice / The Crypt of The Codex                    | Wyprawa po kodeks                       | 16 września 2005    | 12 listopada 2005    | 19 maja 2005     |
| Szkoła Czerwonej Fontanny została zaatakowana przez Trix, Sky został poważnie ranny. Tecna była zaskoczona tym, że Timmy pozwolił czarownicom zabrać Kodeks. Bloom obudziła w sobie nowe moce i uzdrowiła Sky'a. |                                                                  |                                         |                     |                      |                  |
| 37 | Corsa Contro il Tempo / Race Against Time                        | Wyścig z czasem                         | 17 września 2005    | 19 listopada 2005    | 24 maja 2005     |
| Na wróżki rzucono zły czar, który sprawił, że zaczęły tęsknić za domem. Uciekły czarodziejkom i udały się w kierunku Wioski Wróżek. Jednak Bloom odnalazła potrzebne zaklęcie i uratowała Dom Wróżek przed zagładą.                                                                                                   |                                                                  |                                         |                     |                      |                  |
| 38 | Unite per la Vittoria / Winx Together!                           | Połączenie Winx                         | 19 września 2005    | 26 listopada 2005    | 26 maja 2005     |
| Musa spotkała Jareda – magika, Darcy wykorzystała go do ustawienia pułapki w Komorze Symulacyjnej. W ostatniej chwili, Winx dzięki nowej magii, uniknęły porażki. |                                                                  |                                         |                     |                      |                  |
| 39 | La Dama del Ballo / The Lady of The Dance                        | Niewidzialne wróżki                     | 20 września 2005    | 3 grudnia 2005       | 31 maja 2005     |
| Bloom, Musa, Stella, Layla udają się do Gardenii. Tam odkrywają, że Wróżki są niewidzialne dla zwykłych ludzi. Layla i Musa zostają zaatakowane w klubie, przez tajemniczych mężczyzn. Ale Faragonda i Griselda przybywają w porę.                                                                                    |                                                                  |                                         |                     |                      |                  |
| 40 | Battaglia sul Pianeta Eraklyon / Battle on Planet Eraklyon       | Bitwa o planetę Eraklyon                | 22 września 2005    | 28 stycznia 2006     | 2 czerwca 2005   |
| Bloom, Flora i Magicy spotkali grupę technoninji w królestwie Sky'a. Po wielu przygodach uratowali księżniczkę Diaspro. W Alfeii, Musa wygrała pojedynek ze Stormy. Ta jednak szykuje się na odwet. |                                                                  |                                         |                     |                      |                  |
| 41 | Lo Spettacolo Continua / The Show Must Go On                     | Przedstawienie musi trwać               | 23 września 2005    | 4 lutego 2006        | 7 czerwca 2005   |
| Stormy zaatakowała Musę podczas własnego występu w Czerwonej Fontannie. Najbardziej ucierpiał ojciec Musy, ale dzięki Musie, Rivenowi i publiczności wszystko dobrze się skończyło. Zgodził się by jego córka poświęciła się muzyce.                                                                                  |                                                                  |                                         |                     |                      |                  |
| 42 | HalloWinX / Hallowinx!                                           | Hallowinx                               | 24 września 2005    | 11 lutego 2006       | 9 czerwca 2005   |
| Czarodziejki udały się do Gardenii na imprezę zorganizowaną przez Mitzi, która przygotowała diabelską niespodziankę. Jednak niewidzialne Wróżki pokrzyżowały jej plany i to ona padła ofiarą własnego żartu. |                                                                  |                                         |                     |                      |                  |
| 43 | Gemellaggio con le Streghe / The Union With The Witches          | Przymierze z wiedźmami                  | 26 września 2005    | 4 lutego 2006        | 14 czerwca 2005  |
| Czarodziejki udały się do Chmurnej Wieży, by pomóc chronić kolejny fragment Kodeksu. Trudno było im porozumieć się z wiedźmami. Tecna znalazła miejsce ukrycia kodeksu, ale Icy uwięziła ją w lodowej górze i ukradła cenną informację.                                                                               |                                                                  |                                         |                     |                      |                  |
| 44 | Nel Cuore di Torrenuvola / In The Heart of Cloud Tower           | W sercu Chmurnej Wieży                  | 27 września 2005    | 11 lutego 2006       | 16 czerwca 2005  |
| Czarodziejki broniły kolejnego fragmentu Kodeksu za pomocą magii konwergencyjnej. Nie były w stanie jednak kontrolować jej mocy. Trix osiągnęły swój cel i odleciały. Pozostał jeszcze tylko jeden fragment Kodeksu.                                                                                                  |                                                                  |                                         |                     |                      |                  |
| 45 | La Spia nell'Ombra / The Spy in The Shadow                       | Szpiedzy cienia                         | 29 września 2005    | 18 lutego 2006       | 21 czerwca 2005  |
| Bloom została zarażona przez fałszywy wirus cienia. Straciła kontrolę nad swoją mocą i zaatakowała magię Alfei. Wróżki dzielnie walczyły, ale Bloom zdążyła przekazać część kodeksu wrogom, zanim przyjechał Avalon i wyleczył ją.                                                                                    |                                                                  |                                         |                     |                      |                  |
| 46 | Il Villaggio delle Pixies / The Village of The Pixies            | Wioska wróżek                           | 30 września 2005    | 18 lutego 2006       | 23 czerwca 2005  |
| Trix udało się przywłaszczyć kolejną część Kodeksu. W tym samym czasie Bloom pokonując przeszkodę, ocaliła siebie i swoich przyjaciół. Obudziła tym samym magię swojego Charmixu. |                                                                  |                                         |                     |                      |                  |
| 47 | Il Potere del Charmix / The Power of The Charmix                 | Potęga Magix                            | 1 października 2005 | 25 lutego 2006       | 28 czerwca 2005  |
| W Krainie Dzikich Gór zjawiły się Trix, by porwać Bloom. Stella rezygnuje z pokazu mody, by pomóc Layli, a Musa postanawia zaufać Rivenowi. Dzięki tym czynom otrzymują Charmixy. |                                                                  |                                         |                     |                      |                  |
| 48 | Wildland: La Grande Trappola / Wildland, The Great Trap          | Niebezpieczeństwo w Krainie Dzikich Gór | 3 października 2005 | 25 lutego 2006       | 30 czerwca 2005  |
| Layla została oddzielona od reszty i musiała przezwyciężyć strach przed samotnością. Plan Timmy’ego pozwolił wszystkich uratować. Tecna była zadowolona, mimo że nie wykazała się w walce. Obie dziewczyny zdobyły Charmix, niestety Wróżki zachorowały na tajemniczą chorobę.                                        |                                                                  |                                         |                     |                      |                  |
| 49 | Il Momento della Verita / The Moment of The Truth                | Czas prawdy                             | 4 października 2005 | 4 marca 2006         | 5 lipca 2005     |
| Flora uratowała Wioskę Wróżek, uzdrawiając drzewo życia i zdobywając swój Charmix. Tymczasem w Alfei okazało się, że Avalon był szpiegiem Lorda Darkara. Zanim czarodziejkom udało się go zatrzymać, Avalon porwał Bloom.                                                                                             |                                                                  |                                         |                     |                      |                  |
| 50 | Prigioniera di Darkar / Prisoner of Darkar                       | W niewoli u Darkara                     | 6 października 2005 | 4 marca 2006         | 7 lipca 2005     |
| Czarodziejki, wróżki i magicy wyruszyli na ratunek Bloom. Brandon i Sky musieli przejść próbę dzielności w podziemnym królestwie, by zapewnić sobie pomoc księżniczki Amentii. Tymczasem Bloom została zmieniona w istotę ciemności, całkowicie poddaną mocy Lorda Darkara.                                           |                                                                  |                                         |                     |                      |                  |
| 51 | Faccia a Faccia con il Nemico / Face To Face With The Enemy      | Twarzą w twarz z wrogiem                | 7 października 2005 | 11 marca 2006        | 12 lipca 2005    |
| Darkar przemienił Bloom w złą istotę. Sky i specjaliści wygrali ważną bitwę z potworami ciemności. Po czułym powitaniu z magikami, czarodziejki wkroczyły do cytadeli. W środku zaatakował ich potwór, ostatnia broń Lorda Darkara.                                                                                   |                                                                  |                                         |                     |                      |                  |
| 52 | Le Ceneri della Fenice / The Ashes of The Phoenix                | Powstanie Feniksa                       | 8 października 2005 | 11 marca 2006        | 14 lipca 2005    |
| Mroczna Bloom użyje swej mocy, by odblokować magię Relix. Flora, Musa, Stella, Layla i Tecna wydadzą ostateczną walkę przeciwko mocom Darkara. |                                                                  |                                         |                     |                      |                  |

### Seria 3
| 53 | Il ballo della principessa / The Princess' Ball (The Perfect Dress)             | Bal Księżniczki / Bal Księżniczki                   | 30 kwietnia 2007 (ZigZap) 9 stycznia 2012 (Nick PL) 29 września 2012 (TV4)  | 30 września 2006 14 listopada 2011 (Nick)     | 29 stycznia 2007 |
| W Alfei skończył się drugi rok szkolny. Król Radius, ojciec Stelli urządza bal dla swojej córki. Stella wyobraża sobie, że na tę okazję rodzice będą razem – pełna radości wraz z Bloom pogrąża się w królestwie zakupów. W międzyczasie Trix uwalniają potężnego czarnoksiężnika Valtora i uciekają z nim na Andros, planetę Layli. Po przybyciu Valtor przemienia syreny strażniczki w monstrualne istoty. Jednej z nich udaje się uciec i prosi Laylę o pomoc.          |                                                                                 |                                                     |                                                                             |                                               |                  |
| 54 | Il marchio di Valtor / Beauty Is A Beast (Valtor's Plan)                        | Znak Valtora / Znak Valtora                         | 5 maja 2007 (ZigZap) 10 stycznia 2012 (Nick PL) 29 września 2012 (TV4)      | 7 października 2006 15 listopada 2011 (Nick)  | 31 stycznia 2007 |
| Valtor wraz z Trix osiadają na Andros. W tym czasie Winx, bez Layli, kierują się na Solarię, by wziąć udział w urodzinowym przyjęciu Stelli. Hrabina Cassandra wraz z jej córką Chimerą zielenieją ze złości na widok Stelli. Valtor dołącza do nich i wzmacnia energię Chimery tak, że może ona teraz absorbować magiczną moc Solarii. Chimera, używając potężnych zaklęć przeciw Stelli, przemienia ją w potwora i wraz z przyjaciółmi zmusza ich do ucieczki.           |                                                                                 |                                                     |                                                                             |                                               |                  |
| 55 | La principessa e la bestia / Pretty Pretty Princess (Monster’s Escape)          | Piękne i Bestia / Czarodziejka i bestia             | 7 maja 2007 (ZigZap) 11 stycznia 2012 (Nick PL) 6 października 2012 (TV4)   | 28 października 2006 16 listopada 2011 (Nick) | 2 lutego 2007    |
| Winx wymykają się do gwardii królewskiej Solarii, ratują Stelle i kierują się z powrotem na Alfeę. Stella, będąc odmieniona, obawia się spotkania z Brandonem. By przywrócić jej dawny wygląd Winx i Specjaliści w poszukiwaniu Lustra Prawdy zmierzają w kierunku górskiego łańcucha otaczającego Magix. |                                                                                 |                                                     |                                                                             |                                               |                  |
| 56 | Lo specchio della verità / Mirror of Truth (Stella's Truth)                     | Lustro prawdy / Zwierciadło prawdy                  | 8 maja 2007 (ZigZap) 12 stycznia 2012 (Nick PL) 6 października 2012 (TV4)   | 4 listopada 2006 17 listopada 2011 (Nick)     | 5 lutego 2007    |
| Po drugiej stronie Magix Winx i Specjaliści napotykają Duchy Lodu, które wiodą ich na poszukiwanie Lustra Prawdy. Łzy miłości do Brandona, które wylewa Stella przed lustrem, przywracają jej poprzedni wygląd. W Alfei Winx staną przed końcowym egzaminem sprawdzającym ich przemianę w pełnokrwiste czarodziejki, zwane Enchantix. Na Andros, zaklęte przez Valtora syreny zagrażają całej planecie.                                                                    |                                                                                 |                                                     |                                                                             |                                               |                  |
| 57 | Il mare della paura / Mission to Tides (Andros in Danger)                       | Morze strachu / Morze strachu                       | 10 maja 2007 (ZigZap) 13 stycznia 2012 (Nick PL) 13 października 2012 (TV4) | 11 listopada 2006 18 listopada 2011 (Nick)    | 7 lutego 2007    |
| W czasie gdy Winx udają się na Andros by pomóc Laylii opanować zagrożenie spowodowane działaniem Valtora, Stella pozostaje w Alfei i próbuje ukryć nieobecność przyjaciółek. Czarodziejki bez skutku próbują odwrócić działanie zaklęć Valtora. Muszą też stawić czoła Trix. Zupełnie niespodziewanie Valtor ratuje życie Bloom... i zaczyna zdawać sobie sprawę, że łączy ich coś dziwnego. Trix pokonane wycofują się, Valtor rzucając na Laylę złe zaklęcie oślepia ją. |                                                                                 |                                                     |                                                                             |                                               |                  |
| 58 | La scelta di Aisha / The Mermaid Queen (Aisha's Courage)                        | Wybór Layli / Wybór Layli                           | 12 maja 2007 (ZigZap) 20 stycznia 2012 (Nick PL) 13 października 2012 (TV4) | 18 listopada 2006 28 listopada 2011 (Nick)    | 9 lutego 2007    |
| Stella chcąc ukryć nieobecność przyjaciółek wpada na pomysł jak przemienić Pixies w Winx. Król Radius zrzekł się tronu na rzecz Cassandry i mianował Chimerę księżną Solarii. Na Andros, Winx spotykają syrenę imieniem Tressa, córkę Ligei. Czarodziejki uwalniają Królową Ligeę i odnajdują klejnot który pozwoli Laylii odzyskać wzrok. Layla zamiast ocalić swój wzrok, używa klejnotu do ratowania Ligei.                                                             |                                                                                 |                                                     |                                                                             |                                               |                  |
| 59 | La compagnia della luce / Royal Behavior (Heroes of the Past)                   | Drużyna Światła / Drużyna Światła                   | 14 maja 2007 (ZigZap) 27 stycznia 2012 (Nick PL) 20 października 2012 (TV4) | 25 listopada 2006 29 listopada 2011 (Nick)    | 12 lutego 2007   |
| Valtor dostaje się na planetę Espero, gdzie wykrada zaczarowane kody. Faragonda uczy Laylę jak posługiwać się magicznym pyłem. Sky zaprasza Bloom na obchody tysiąclecia założenia Eraklion. Stella uczy Bloom dworskiej etykiety i manier. Spodziewane jest ogłoszenie przez księcia Sky'a ich zaręczyn. Valtor jest zdeterminowany by temu zapobiec i daje podłej Diaspro tajemną miksturę, po to by mogła nagiąć Sky'a do swej woli.                                    |                                                                                 |                                                     |                                                                             |                                               |                  |
| 60 | Una sleale avversaria / Dark Sky (A Trikcy Adversary)                           | Nieczysta gra / Zdradziecki przeciwnik              | 15 maja 2007 (ZigZap) 3 lutego 2012 (Nick PL) 20 października 2012 (TV4)    | 24 lutego 2007 30 listopada 2011 (Nick)       | 14 lutego 2007   |
| Winx wyruszają na wielkie święto do Eracyklon. Sky wybiera Diaspro na narzeczoną. Oskarża Bloom o to, że jest szpiegiem Valtora i wysyła przeciw Winx gwardię. Czarodziejkom udaje się uciec z pałacu, lecz Sky pod wpływem Diaspro i Valtora wysyła za nimi smoka. Stella poświęca się ratując Króla Radiusa. Niestety reszta Winx zmuszona do obrony przed zmanipulowanym Sky'em, wycofuje się i powraca na Alfeę.                                                       |                                                                                 |                                                     |                                                                             |                                               |                  |
| 61 | Il cuore e la spada / Operaration boyfriend rescue (Breaking the mask)          | Serce i miecz / Serce i miecz                       | 17 maja 2007 (ZigZap) 10 lutego 2012 (Nick PL) 27 października 2012 (TV4)   | 3 marca 2007 1 grudnia 2011 (Nick)            | 16 lutego 2007   |
| Magiczna bariera mająca bronić Alfeę przed Valtorem zostaje wzmocniona. Krążą plotki, że Bloom jest szpiegiem Valtora. Zaślubiny Sky'a z Diaspro zostają oficjalnie ogłoszone. Gdy Stella się o tym dowiaduje wzywa Bloom na Alfeę. W Eraclyonie zderzają się z zmanipulowanym Sky'em i jego gwardią. Stella używa czarodziejskiego pyłu,zdejmując tajemną klątwę ze Sky'a.                                                                                                |                                                                                 |                                                     |                                                                             |                                               |                  |
| 62 | Alfea sotto assedio / Attack of the Zombie Witches (Taking Over Cloudtower)     | Oblężenie Alfei / Oblężenie Alfei                   | 19 maja 2007 (ZigZap) 17 lutego 2012 (Nick PL) 27 października 2012 (TV4)   | 10 marca 2007 2 grudnia 2011 (Nick)           | 19 lutego 2007   |
| Valtor podbija Chmurną Wieżę i zamieszkuje tam razem z Trix. Czarownice pod jego wpływem atakują Alfeę. Czarodziejkom udaje się je odeprzeć, jednak Trix pojmują jako zakładniczkę Galateę. Czarodziejki powstrzymują atak czarownic, jednak Faragonda po zaciętym boju z Valtorem zawierusza się w lesie koło szkoły. |                                                                                 |                                                     |                                                                             |                                               |                  |
| 63 | Trappola per fate / Missing In Action (Facing the Enemy)                        | Pułapka na czarodziejki / Pułapka na czarodziejki   | 21 maja 2007 (ZigZap) 23 lutego 2012 (Nick PL) 3 listopada 2012 (TV4)       | 17 marca 2007 5 grudnia 2011 (Nick)           | 21 lutego 2007   |
| Winx odkrywają, że kryjówka Valtora znajduje się w Chmurnej Wieży. Postanawiają ją sprawdzić. Spotykają tam Mirtę, czarodziejkę i dawną studentkę w Chmurnej Wieży. Winx zostają zaatakowane przez Valtora, czarownice oraz dwoje nauczycieli – Ediltrudę i Zaratustrę. Czarodziejkom udaje się wycofać do skarbców. Teraz tylko Łzy Czarnej Wierzby są w stanie je ocalić.                                                                                                |                                                                                 |                                                     |                                                                             |                                               |                  |
| 64 | Le lacrime del salice nero / Tears From The Black Willow (A Journey to Lynphea) | Łzy Czarnej Wierzby / Łzy Czarnej Wierzby           | 22 maja 2007 (ZigZap) 24 lutego 2012 (Nick PL) 3 listopada 2012 (TV4)       | 24 marca 2007 6 grudnia 2011 (Nick)           | 23 lutego 2007   |
| Winx udają się do Miasta Drzew, gdzie wita je Miele, siostra Flory. Prowadzi ona Czarodziejki do Mądrej Kobiety z Lynphei, która tłumaczy im gdzie mogą znaleźć Czarną Wierzbę. Winx odnajdują ją, muszą jednak stoczyć bój z Trix. |                                                                                 |                                                     |                                                                             |                                               |                  |
| 65 | Un ultimo battito d'ali / Point of No Return (Tecna's Sacrifice)                | Ostatni trzepot skrzydeł / Ostatni trzepot skrzydeł | 24 maja 2007 (ZigZap) 1 marca 2012 (Nick PL) 10 listopada 2012 (TV4)        | 31 marca 2007 7 grudnia 2011 (Nick)           | 26 lutego 2007   |
| Aby uratować Andros przed zniszczeniem, Tecna poświęca się znikając w wymiarze Omega. Valtor triumfuje, czy Klub Winx przetrwa bez Tecny? |                                                                                 |                                                     |                                                                             |                                               |                  |
| 66 | Furia! / Pay Back (Revenge!)                                                    | Furia / Furia                                       | 7 lipca 2007 (ZigZap) 2 marca 2012 (Nick PL) 10 listopada 2012 (TV4)        | 7 kwietnia 2007 8 grudnia 2011 (Nick)         | 28 lutego 2007   |
| Klub Winx zostaje rozwiązany. Czarodziejki postanawiają pomścić swoją przyjaciółkę Tecnę. Razem atakują Chmurną Wieżę. Udaje im się uratować panią Gryffin, ale Bloom przegrywa pojedynek z Valtorem. |                                                                                 |                                                     |                                                                             |                                               |                  |
| 67 | L’isola dei draghi / The Island of Dragons (Dragon Quest)                       | Wyspa Smoków / Wyspa smoków                         | 8 lipca 2007 (ZigZap) 8 marca 2012 (Nick PL) 17 listopada 2012 (TV4)        | 14 kwietnia 2007 9 grudnia 2011 (Nick)        | 2 marca 2007     |
| Bloom walczy samotnie o przetrwanie w królestwie smoków. Dzięki pomocy małego smoka o imieniu Badi, złość czarodziejki opada i Bloom odzyskuje w końcu pewność siebie. |                                                                                 |                                                     |                                                                             |                                               |                  |
| 68 | Dalle ceneri / The Power Within (Building Hope)                                 | Misja ratunkowa / Z popiołów                        | 9 lipca 2007 (ZigZap) 9 marca 2012 (Nick PL) 17 listopada 2012 (TV4)        | 21 kwietnia 2007 12 grudnia 2011 (Nick)       | 5 marca 2007     |
| Podczas gdy Bloom walczyła z Trix na wyspie smoków, Winx otrzymały ważną wiadomość od Tecny. Razem z magikami wyruszyły tam natychmiast, ale w wymiarze Omega czekała na nich pułapka. |                                                                                 |                                                     |                                                                             |                                               |                  |
| 69 | Nella tana del serpente / The Omega Mission (The Omega Mission)                 | Jaskinia Węża / W pieczarze węża                    | 10 lipca 2007 (ZigZap) 15 marca 2012 (Nick PL) 24 listopada 2012 (TV4)      | 28 kwietnia 2007 13 grudnia 2011 (Nick)       | 7 marca 2007     |
| Bloom i Sky odnaleźli Tecnę w wymiarze Omega. Razem ocalili przyjaciół przed groźnymi przestępcami i wrócili do Alfei. Winx są znowu silne. |                                                                                 |                                                     |                                                                             |                                               |                  |
| 70 | Lo scrigno di Valtor / The Coffer Of Valtor (The Museum of Magic)               | Szkatuła Valtora / Szkatułka Valtora                | 12 lipca 2007 (ZigZap) 16 marca 2012 (Nick PL) 24 listopada 2012 (TV4)      | 28 lipca 2007 14 grudnia 2011 (Nick)          | 9 marca 2007     |
| Po zdobyciu Szkatuły Agadora, Valtor staje się coraz potężniejszy. W tym samym czasie w życiu Winx wkroczył tajemniczy Ophir, czy okaże się ich przyjacielem? |                                                                                 |                                                     |                                                                             |                                               |                  |
| 71 | All'ultimo minuto / To The Last Minute (Back to Solaria)                        | W ostatniej chwili / W ostatniej chwili             | 13 lipca 2007 (ZigZap) 22 marca 2012 (Nick PL) 1 grudnia 2012 (TV4)         | 4 sierpnia 2007 15 grudnia 2011 (Nick)        | 12 marca 2007    |
| Winx uwolniły króla Radiusa od zaklęcia Valtora. Hrabina Casandra i jej córka Chimera zostały pokonane. Wreszcie znów nad Solarią zaświeciło słońce. |                                                                                 |                                                     |                                                                             |                                               |                  |
| 72 | La carica delle Pixie / It Loads With The Pixie (The Pixies Fight Back)         | Misja wróżek / Szarża wróżek                        | 14 lipca 2007 (ZigZap) 23 marca 2012 (Nick PL) 1 grudnia 2012 (TV4)         | 11 sierpnia 2007 16 grudnia 2011 (Nick)       | 14 marca 2007    |
| Wróżkom udało się odeprzeć atak wiedźm i zniszczyć kryjówkę Valtora w lesie, jednak czarnoksiężnik gotowy jest do kolejnego ataku. |                                                                                 |                                                     |                                                                             |                                               |                  |
| 73 | La torre rossa / The Red Tower (Beyond the Magic Dimension)                     | Czerwona Wieża / Tajemnica Czerwonej Wieży          | 15 lipca 2007 (ZigZap) 29 marca 2012 (Nick PL) 8 grudnia 2012 (TV4)         | 18 sierpnia 2007 19 grudnia 2011 (Nick)       | 16 marca 2007    |
| Aby powstrzymać Valtora, Winx udały się do Złotego Królestwa, stoczyły bitwę z obrońcami Czerwonej Wieży. Winx mają nowego sojusznika. Przyłączył się do nich Ophir – nowy czarodziej. |                                                                                 |                                                     |                                                                             |                                               |                  |
| 74 | Il labirinto di cristallo / The Crystal Maze (Finding Your Way)                 | Kryształowy labirynt / Kryształowy labirynt         | 16 lipca 2007 (ZigZap) 30 marca 2012 (Nick PL) 8 grudnia 2012 (TV4)         | 25 sierpnia 2007 20 grudnia 2011 (Nick)       | 19 marca 2007    |
| Winx przeszły test kryształowego labiryntu. Udało się im zdobyć starożytne, wodne gwiazdy, które dzięki swojej nieopisanej mocy umożliwiają pokonanie Valtora. |                                                                                 |                                                     |                                                                             |                                               |                  |
| 75 | La sfida dei maghi / The Challenge of the Wizards (The Water Stars)             | Pojedynek czarodziejów / Valtor rzuca wyzwanie      | 17 lipca 2007 (ZigZap) 5 kwietnia 2012 (Nick PL) 15 grudnia 2012 (TV4)      | 1 września 2007 21 grudnia 2011 (Nick)        | 21 marca 2007    |
| Bloom odkryła, że jej biologiczni rodzice- Oritel i Marion są uwięzieni w ciele Valtora. Kto pomoże Bloom podjąć najtrudniejszą życiową decyzję? |                                                                                 |                                                     |                                                                             |                                               |                  |
| 76 | La rivelazione delle streghe / The Detection of the Witches (Seeking the Truth) | Objawienie Wiedźm / Odpowiedź Prastarych Wiedźm     | 19 lipca 2007 (ZigZap) 6 kwietnia 2012 (Nick PL) 15 grudnia 2012 (TV4)      | 8 września 2007 22 grudnia 2011 (Nick)        | 23 marca 2007    |
| Bloom dowiedziała się od trzech prastarych wiedźm, że jej rodzice nadal żyją, wysłani gdzieś w magiczny, bezkresny wszechświat. Nadzieja na nowo wstąpiła w Bloom. |                                                                                 |                                                     |                                                                             |                                               |                  |
| 77 | L'ira dello stregone / The Anger of the Wizard (Valtor's Fury)                  | Gniew czarodzieja / Gniew czarnoksiężnika           | 20 lipca 2007 (ZigZap) 12 kwietnia 2012 (Nick PL) 22 grudnia 2012 (TV4)     | 15 września 2007 23 grudnia 2011 (Nick)       | 26 marca 2007    |
| Zaciekły pojedynek między Winx a siłami zła zakończył się pojmaniem wiedźm Trix. Valtor został pokonany, ale Winx nie mogą jeszcze spać spokojnie. |                                                                                 |                                                     |                                                                             |                                               |                  |
| 78 | Un nuovo inizio / A New Beginning (The Final Battle)                            | Nowy początek / Krok w przyszłość                   | 21 lipca 2007 (ZigZap) 13 kwietnia 2012 (Nick PL) 22 grudnia 2012 (TV4)     | 22 września 2007 26 grudnia 2011 (Nick)       | 28 marca 2007    |
| Kiedy wiedźmy zostały pokonane, a Valtor zniknął, w Magixie ponownie zapanował spokój i sielanka. Jednak pod zgliszczami Czerwonej Fontanny nadal jest coś niepokojącego. |                                                                                 |                                                     |                                                                             |                                               |                  |

### Klub Winx – tajemnica zaginionego królestwa
| Nr | Tytuł                                                                                | Tytuł polski                                | Reżyseria      | Scenariusz                      | Premiera w Polsce |
| -- | ------------------------------------------------------------------------------------ | ------------------------------------------- | -------------- | ------------------------------- | ----------------- |
| F1 | Winx Club – Il Segreto Del Regno Perduto / Winx Club: The Secret Of The Lost Kingdom | Klub Winx – tajemnica zaginionego królestwa | Iginio Straffi | Iginio Straffi & Sean Molyneaux | 5 grudnia 2008    |

### Seria 4
| 79 | I cacciatori di fate / The Fairy Hunters            | Łowcy czarodziejek                | 5 października 2009 (ZigZap) 10 września 2012 (Nick PL)  | 6 maja 2012     | 15 kwietnia 2009     |
| W szkole Alfeii Club Winx mierzy się z tajemniczymi czarownikami i ponosi miażdżącą porażkę. Dla Winx zaczyna się kolejna przygoda, która zaprowadzi ich do nowych mocy i tajemnic. Dziewczyny odkryją ziemskie sekrety i tragiczną pradawną historię świata ludzi i zaginionych czarodziejek.                              |                                                     |                                   |                                                          |                 |                      |
| 80 | L'Albero Della Vita / The Tree of Life              | Drzewo życia                      | 6 października 2009 (ZigZap) 11 września 2012 (Nick PL)  | 6 maja 2012     | 17 kwietnia 2009     |
| Czarownicy z Czarnego Kręgu przed wiekami uwięzili wszystkie ziemskie czarodziejki w swoim ciemnym wymiarze. Ich polowanie trwa nadal, ponieważ w Gardenii urodziła się nowa czarodziejka- ostatnia nadzieja dla świata bez magii. Bloom wraca do rodzinnego miasta, żeby ocalić dziewczynę przed czarownikami.             |                                                     |                                   |                                                          |                 |                      |
| 81 | L´ultima Fata della Terra / The Last Fairy on Earth | Ostatnia czarodziejka na Ziemi    | 7 października 2009 (ZigZap) 12 września 2012 (Nick PL)  | 13 maja 2012    | 20 kwietnia 2009     |
| Winx przenoszą się do Gardenii, żeby znaleźć ostatnią czarodziejkę ziemi. Po ożywieniu pluszowych maskotek Winx otwierają wyjątkowy sklep, ale nie zapominają o swojej misji i ocalenia ziemskiej czarodziejki przed Czarownikami z Czarnego Kręgu.                                                                         |                                                     |                                   |                                                          |                 |                      |
| 82 | Love & Pet / Love & Pet                             | Pokochaj pluszaka                 | 8 października 2009 (ZigZap) 13 września 2012 (Nick PL)  | 13 maja 2012    | 22 kwietnia 2009     |
| Winx zamieszkały w Gardenii. Ich pluszakowy interes kwitnie. Sky i Specjaliści pojawiają się w samą porę, by chronić przed Czarownikami z Czarnego Kręgu, ale Bloom i reszta nie wyglądają na zbyt zadowolone. Co będzie z Winx i ich chłopakami?                                                                           |                                                     |                                   |                                                          |                 |                      |
| 83 | Le regalo del Mitzi / Mitzi’s Present               | Prezent Mitzi                     | 9 października 2009 (ZigZap) 14 września 2012 (Nick PL)  | 20 maja 2012    | 24 kwietnia 2009     |
| Specjaliści przybyli do Gardenii, żeby chronić swoje dziewczyny, ale Winx nie prosiły o pomoc, ich zaufanie zostało wystawione na próbę. Żeby pozbyć się czarodziejek, Łowcy przeobrazili pluszaki w żarłoczne potwory. Tymczasem dziewczyny są coraz bliżej znalezienia ostatniej czarodziejki Ziemi.                      |                                                     |                                   |                                                          |                 |                      |
| 84 | Una Fata in pericolo / A Fairy in Danger            | Czarodziejka w niebezpieczeństwie | 12 października 2009 (ZigZap) 17 września 2012 (Nick PL) | 20 maja 2012    | 27 kwietnia 2009     |
| Andy i jego przyjaciele składają wizytę czarodziejkom. Mitzi czując się zagrożona Stellą, anonimowo dzwoni do Specjalistów. Chłopcy natychmiast składają wizytę swoim dziewczynom. Tymczasem Tecna wykrywa osobę, która kupuje dużo pluszaków Love&Pet. Okazuje się, że to właśnie ona jest ostatnią czarodziejką na Ziemi. |                                                     |                                   |                                                          |                 |                      |
| 85 | Winx Believix / Winx Believix                       | Winx Believix                     | 13 października 2009 (ZigZap) 18 września 2012 (Nick PL) | 27 maja 2012    | 29 kwietnia 2009     |
| Trwa dramatyczna walka o Roxy- ostatnią czarodziejkę. Winx robią wszystko, by uratować ją przed Łowcami. Na szczęście w porę pojawiają się Specjaliści, którzy są dużym oparciem w walce. Winx znowu triumfują i udają się do baru Tutti Frutti.                                                                            |                                                     |                                   |                                                          |                 |                      |
| 86 | Il Cerchio Bianco / The White Circle                | Biały Krąg                        | 14 października 2009 (ZigZap) 19 września 2012 (Nick PL) | 27 maja 2012    | 1 maja 2009          |
| Winx, Roxy i specjaliści udają się za miasto, do starej stajni, do której kiedyś Roxy wraz z ojcem jeździli. W czasie pobytu pojawiają się Łowcy. Winx muszą walczyć z nimi, w tym samym czasie czarodziejka zwierząt znajduje Biały Krąg, który pokonuje czarnoksiężników. Czym jest ten potężny artefakt?                 |                                                     |                                   |                                                          |                 |                      |
| 87 | Nebula / Nebula                                     | Nebula                            | 15 października 2009 (ZigZap) 20 września 2012 (Nick PL) | 3 czerwca 2012  | 4 maja 2009          |
| Biały Krąg zapanował nad Roxy. Zmusza ją do zemsty na Łowcach. W czasie walki, przeszkadza jej Winx, które pokonują czarowników i ratują Roxy przed niemocą. Kim była Nebula, która chciała zemsty? |                                                     |                                   |                                                          |                 |                      |
| 88 | La canzone di Musa / Musa’s Song                    | Piosenka Musy                     | 16 października 2009 (ZigZap) 21 września 2012 (Nick PL) | 3 czerwca 2012  | 6 maja 2009          |
| Biały Krąg posiada ogromną moc, a Winx muszą się wzmocnić, by walczyć i odkryć możliwości własnych czarów. Energia Believix dociera do mieszkańców Gardenii, a dziewczynom udaje się powstrzymać Łowców. Tymczasem producent muzyczny Queen, chce uczynić z Musy prawdziwą gwiazdę.                                         |                                                     |                                   |                                                          |                 |                      |
| 89 | Winx club per sempre! / Winx Club Forever!          | Klub WInx na zawsze               | 19 października 2009 (ZigZap) 24 września 2012 (Nick PL) | 10 czerwca 2012 | 8 maja 2009          |
| Żeby powstrzymać czarowników, Winx muszą sprawić, by świat uwierzył w magię. Moc Believix prowadzi je do serc mieszkańców Gardenii. Pomaganie ludziom w odkrywaniu ich możliwości i szukaniu wewnętrznego piękna to jedyny sposób na przywróceniu w mieście magii.                                                          |                                                     |                                   |                                                          |                 |                      |
| 90 | Papà! Sono una fata! / Dad! I’m a Fairy!            | Tato, jestem czarodziejką!        | 20 października 2009 (ZigZap) 25 września 2012 (Nick PL) | 10 czerwca 2012 | 11 maja 2009         |
| Roxy postanawia wyjawić tacie swój wielki sekret, ale czarownicy psują tę chwilę. Tymczasem Winx i Specjaliści przygotowują się do ostatecznego starcia. Zwierzaki, Kiko i Artu postanawiają im pomóc. Po ataku na psa Roxy odkrywa, że jest Czarodziejką Zwierząt.                                                         |                                                     |                                   |                                                          |                 |                      |
| 91 | L attacco degli stregoni / The Wizards’ Attack      | Ataka czarowników                 | 21 października 2009 (ZigZap) 26 września 2012 (Nick PL) | 17 czerwca 2012 | 13 maja 2009         |
| Roxy budzi do życia swojego czworonożnego przyjaciela. Tymczasem na stacji kolejowej Bloom walczy z Ogronem. Tylko Roxy, która posiada Biały Krąg ma moc zniszczenia czarowników. Budzi w sobie siłę, dzięki której ratuje Winx i ludzi tam obecnych.                                                                       |                                                     |                                   |                                                          |                 |                      |
| 92 | 7: Il Numero Perfetto / 7: The Perfect Number       | 7 to idealna liczba               | 9 lutego 2010 (ZigZap) 27 września 2012 (Nick PL)        | 17 czerwca 2012 | 15 maja 2009         |
| Winx pomagają Roxy w zaakceptowaniu nowych mocy. Mieszkańcy Gardenii polubili sympatyczne, skrzydlate dziewczyny. Zaś Musa i Riven przechodzą ciężkie chwile. Czy między nimi wszystko skończone? |                                                     |                                   |                                                          |                 |                      |
| 93 | Lezioni di Magia / Magic Lessons                    | Lekcja czarów                     | 10 lutego 2010 (ZigZap) 28 września 2012 (Nick PL)       | 24 czerwca 2012 | 19 października 2009 |
| Dzięki mocy Believix Winx stają się silniejsze i kolejny raz pokonują Czarowników z Czarnego Kręgu. Tymczasem wraz ze ślubem producenta Queena romantyczne marzenia Musy legną w gruzach. Na szczęście wspierają ją dziewczyny z Klubu Winx.                                                                                |                                                     |                                   |                                                          |                 |                      |
| 94 | Un Mondo Virtuale / A Virtual World                 | Wirtualny świat                   | 11 lutego 2010 (ZigZap) 25 września 2012 (Nick PL)       | 24 czerwca 2012 | 21 października 2009 |
| Po założeniu zespołu, dziewczyny bardzo się do siebie zbliżyły, ale ponownie musiały zmierzyć się z Ogronem i Łowcami, którzy chcieli zdobyć Biały Krąg. Tecna stworzyła wirtualny wymiar, w którym Czarownicy ponieśli porażkę. Lecz moc Białego Kręgu nadal pozostaje tajemnicą.                                          |                                                     |                                   |                                                          |                 |                      |
| 95 | L'Isola Incantata / The Enchanted Island            | Zaczarowana wyspa                 | 12 lutego 2010 (ZigZap) 1 października 2012(Nick PL)     | 1 lipca 2012    | 26 października 2009 |
| Biały Krąg otwiera tunel, który przenosi Roxy i Winx na wyspę Tir Nan Og, gdzie zostały uwięzione Ziemskie Czarodziejki. Królowa Morgana i jej wojowniczki odzyskują wolność, ale Winx przekonują się, że Czarodziejki wcale nie są słodkie i urocze, ale żądne zemsty.                                                     |                                                     |                                   |                                                          |                 |                      |
| 96 | La Furia della Natura / The Nature Rage             | Gniew natury                      | 15 lutego 2010 (ZigZap) 2 października 2012 (Nick PL)    | 1 lipca 2012    | 28 października 2009 |
| Zespół Winx czeka nowe wyzwanie- konkurs talentów. Ponadto robi się niebezpiecznie, ponieważ Diana posyła do Gardenii rośliny- potwory. Specjaliści zostają porwani. Aby ich uwolnić Winx muszą odkryć moc Darów Przeznaczenia.                                                                                             |                                                     |                                   |                                                          |                 |                      |
| 97 | Nel Regno De Diana / In Diana’s Kingdom             | W królestwie Diany                | 16 lutego 2010 (ZigZap) 3 października 2012 (Nick PL)    | 8 lipca 2012    | 30 października 2009 |
| Roxy, Nabu i Winx rozdzielają się, by sprostać dwóm ważnym zadaniom: uwolnieniu Skyr17;a i specjalistów oraz ocaleniu lasu przed drwalami. Czarodziejki używają pierwszego daru przeznaczenia, ale Diana nie zamierza poddać się nowym mocom Winx.                                                                          |                                                     |                                   |                                                          |                 |                      |
| 98 | I Doni del Destino / The Gifts of Destiny           | Dary przeznaczenia                | 17 lutego 2010 (ZigZap) 4 października 2012 (Nick PL)    | 8 lipca 2012    | 2 listopada 2009     |
| Po długiej walce z Dianą i jej wojowniczkami, Winx ratują las i przekonują Dianę do zaniechania zemsty i przejścia na ich stronę.Tymczasem wojna Morgany trwa. |                                                     |                                   |                                                          |                 |                      |
| 99 | La Caverna di Sibylla / Sibylla’s Cave              | Jaskinia Sybilli                  | 18 lutego 2010 (ZigZap) 5 października 2012 (Nick PL)    | 15 lipca 2012   | 4 listopada 2009     |
| Zespół Rockowy Winx ma podjąć wielkie wyznanie, ale podczas prób niespodziewanie pojawiają się Ogron i Czarownicy, którzy zostali pozbawieni mocy przez Czarodziejki Zemsty. Winx postanawiają im pomóc, ale czy zdążą wyruszyć do Czarodziejki Sprawiedliwości i wrócić na konkurs?                                        |                                                     |                                   |                                                          |                 |                      |
| 100 | La Torre Gelata / The Frozen Tower                  | Mroźna wieża                      | 19 lutego 2010 (ZigZap) 8 października 2012 (Nick PL)    | 15 lipca 2012   | 6 listopada 2009     |
| Na Ziemi panuje mroźna zima, a Aurora grozi, że zamieni całą planetę w lodowiec, jeśli Winx nie wydadzą Czarowników. Dziewczyny wyruszają do królestwa Aurory niosąc w sercach drugi Dar Przeznaczenia. |                                                     |                                   |                                                          |                 |                      |
| 101 | La Prova di Bloom / Bloom’s Trial                   | Próba Bloom                       | 22 lutego 2010 (ZigZap) 9 października 2012 (Nick PL)    | 22 lipca 2012   | 9 listopada 2009     |
| Dzięki odwadze Winx i mocy drugiego Daru Przeznaczenia wojowniczki zgodziły się, by o losie Czarowników zdecydował sprawiedliwy sąd. Jednak zły omen jakim jest trzeci Dar przeznaczenia napełnia Winx niepokojem. |                                                     |                                   |                                                          |                 |                      |
| 102 | Il Giorno Della Giustizia / The Day of Justice      | Dzień sprawiedliwości             | 23 lutego 2010 (ZigZap) 10 października 2012 (Nick PL)   | 22 lipca 2012   | 11 listopada 2009    |
| Czarownicy z Czarnego Kręgu rzucają śmiertelne zaklęcie. Roxy, Winx i Czarodziejko Morgany mają zostać zgładzone, ale Nabu udaje się powstrzymać czarną magię- za co przychodzi zapłacić mu najwyższą cenę. |                                                     |                                   |                                                          |                 |                      |
| 103 | Il segreto di Morgana / Morgana’s Secret            | Sekrety Morgany                   | 24 lutego 2010 (ZigZap) 11 października 2012 (Nick PL)   | 29 lipca 2012   | 13 listopada 2009    |
| Żeby pomścić Nabu, Layla podąża drogą zemsty razem z Nebulą. Morgana uwolniona przez Roxy i Winx wyjawia dziewczętom nieprawdopodobny sekret- Roxy jest jej córką. Wkrótce wszystko stanie się jasne, ale najpierw trzeba pokonać Czarowników z Czarnego Kręgu, raz na zawsze.                                              |                                                     |                                   |                                                          |                 |                      |
| 104 | Ghiaccio e Fuoco / Ice and Fire                     | Lód i ogień                       | 25 lutego 2010 (ZigZap) 12 października 2012 (Nick PL)   | 29 lipca 2012   | 13 listopada 2009    |
| Dla Winx nadeszła chwila prawdy. Czy moce dobrej woli i pokój zwyciężą w magicznym wszechświecie? Czy wygra droga zemsty i żałoba po Nabu zatruje życie Layli na zawsze? |                                                     |                                   |                                                          |                 |                      |

### Winx Club: Magiczna przygoda
| Nr | Tytuł                                                            | Tytuł polski                 | Reżyseria      | Scenariusz                      | Premiera w Polsce |
| -- | ---------------------------------------------------------------- | ---------------------------- | -------------- | ------------------------------- | ----------------- |
| F2 | Winx Club 3D: Magica Avventura / Winx Club 3D: Magical Adventure | Winx Club: Magiczna przygoda | Iginio Straffi | Iginio Straffi & Sean Molyneaux | 2 grudnia 2011    |

### Seria 5
| 105 | Minaccia dall'oceano / The Spill                  | Wyciek                      | 27 października 2012 | 2 września 2012      | 16 października 2012 |
| W królestwie oceanów na Andros odbywa się ceremonia koronacji jednego z braci bliźniaków Nereusa i Tritannusa. Podczas tej koronacji wujek Layli król Neptun wybiera na swego następcę Nereusa. Ceremonia zostaje zakłócona przez drugiego bliźniaka, którego król Neptun wrzuca do więzienia na Andros. Tam Tritannus poznaje Trix. W tym czasie Winx planują koncert w barze Frutti. Spotykają się tam z chłopcami i Roxy, która oznajmia, że dostała się do Alfei. Sky ma dla Bloom wisiorek Eraklyonu, który jest dla niego bardzo ważny. Niespodziewanie wybucha platforma wiertnicza blisko baru. Winx i specjaliści ruszają na pomoc pracownikom, w czasie ratunku Sky przypadkowo gubi naszyjnik. |                                                   |                             |                      |                      |                      |
| 106 | L'ascesa di Tritannus / The Rise of Tritannus     | Powstanie Tritannusa        | 28 października 2012 | 9 września 2012      | 17 października 2012 |
| Winx dają koncert dobroczynny by wspomóc wyczyszczenie plaży. Tritannus razem z Trix uciekają z więzienia. Absorbuje zanieczyszczenia z wycieku ropy, przez co staje się potężniejszy i przemienia się w potwora. Winx podczas czyszczenia plaży zostają zaatakowane przez zmutowane potwory morskie i Trix. Layla, Tecna i Flora wyruszają za potworami. Dowiadują się, że trudno jest używać mocy Believix pod wodą, gdyż jest mniej skuteczna. Layla dowiaduje się, ze ich nowym wrogiem jest jej kuzyn, który posiadł kontrolę nad bramą z Andros na Ziemię. |                                                   |                             |                      |                      |                      |
| 107 | Ritorno ad Alfea / Return to Alfea                | Powrót do Alfei             | 4 listopada 2012     | 16 września 2012     | 18 października 2012 |
| Winx wracają do Alfei by porozmawiać z panią Faragondą o nowym wrogu Tritannusie i o tym, że ich moce Believix są mniej skuteczne pod wodą. Dyrektorka mówi im, że muszą zdobyć przemianę Sirenix, starożytną moc i że ostatnia wróżką, która ją zdobyła była siostra Bloom, Daphne i tylko ona wie gdzie można znaleźć Księgę Sirenix. Bloom spotyka się z siostrą, która ostrzega ją przed tą przemianą jednak mówi gdzie znajduje się księga. Winx wraz ze Sky'em, Brandonem, Helią oraz księżniczką Crystal (księżniczką Limpfei) udają się do Magicznego Archiwum w Alfei. Trix atakują Winx, w czasie walki Sky dostaje w głowę i chwilowo traci pamięć. |                                                   |                             |                      |                      |                      |
| 108 | Il Libro Sirenix / The Sirenix Book               | Księga Sirenix              | 11 listopada 2012    | 23 września 2012     | 19 października 2012 |
| Crystal próbuje przywrócić Sky'owi pamięć, jednak wspomnienie zdobienia wisiorka Eraklyonu powoduje blokadę. Timmy pomaga Tecnie w napisaniu programu, który odnajdzie Księgę Sirenix. Trix sabotują ten program. Przez to telefon Tecny znajduje złą książkę, która zamienia czarodziejkę w robota. Na szczęście dziewczynom udaje się uratować przyjaciółkę i odnaleźć Księgę. Nereus i królowa Ligea szukają Tritannusa i znajdują go ale on zamienia brata w zmutowanego sługę, a od matki wyciąga informacje na temat przemiany Sirenix. Jednak te informacje, które zdobył są bezużyteczne, więc zamienia ją również w swojego sługę. |                                                   |                             |                      |                      |                      |
| 109 | Il magico Lilo / The Lilo                         | Kwiat Lilo                  | 14 października 2012 | 26 sierpnia 2012     | 22 października 2012 |
| Trix powróciły, a Winx są w Alfei na treningu. Faragonda wzywa Winx do siebie i opowiada im o magicznej roślince Lilo która po raz pierwszy od wieków zakwitnie na ziemi w Gardenii. Trix również wyruszają w poszukiwania Lilo. Czarodziejki znajdują Lilo, okazuje się, że Macy, młodsza siostra Mitzy, jest w jej posiadaniu. Winx udaje się powstrzymać Trix przed wchłonięciem ogromnej mocy Lilo. |                                                   |                             |                      |                      |                      |
| 110 | Potere Harmonix / The Power of Harmonix           | Moc Harmonix                | 18 listopada 2012    | 7 października 2012  | 23 października 2012 |
| Dziewczęta muszą chcieć całym sercem otworzyć Księgę Sirenix. Faragonda wysyła je na zawody w Graynor. Wszystkie najlepsze czarodziejki z magicznego wymiaru rywalizują o dar Pradawnego Ducha Natury. Muszą znaleźć stworzenie z tęczową grzywą. Dziewczyny dzielą się na 2 zespoły. Podczas poszukiwań Tecna, Musa i Stella zostają zaatakowane przez Trix. Pozostałe dziewczyny zdążają przybyć zanim Trix zniszczyły pokonaną trójkę. Bloom ratuje konia, który okazuje się poszukiwanym stworzeniem. Uzdrawia Klub Winx i pokonuje Trix. Dziewczęta wygrywają zawody i wracają do Alfei. Decydują się otworzyć Księgę, która oznajmia im, że aby zdobyć moc Sirenix, muszą ukończyć zadanie przed końcem pierwszego cyklu księżyca albo stracą swe moce na zawsze. Muszą odnaleźć trzy klejnoty: Pewności siebie, Empatii i Odwagi. Flora, Tecna i Musa szukają Mieniących Muszel w tym czasie Bloom, Layla i Stella wyruszają do oceanów Andros aby odnaleźć pierwszy klejnot (pewności siebie). Wykorzystują do tego nowo nabytej mocy Harmonix, którą dostały od Księgi. Notka: Winx zdobywają Harmonix. Pokazana jest przemiana tylko Bloom, Stelli i Layli. |                                                   |                             |                      |                      |                      |
| 111 | Le Conchiglie Luccicanti / The Shimmering Shells  | Połyskujące muszle          | 25 listopada 2012    | 14 października 2012 | 24 października 2012 |
| Bloom, Stella i Layla poznaje nową przyjaciółkę Salkie o imieniu Lemmy, która magicznie się połączyła z Laylą. Dziewczęta zostają poddane próbie pewności siebie i przechodzą ją. Dowiadują się, że klejnot pewności siebie znajduje się na rodzinnej planecie Stelli, Solarii. Bloom wraz z Tecną, Musą i Sky'em wyruszają na Ziemię, gdzie Trix i mutanty Tritannusa zwiększają zanieczyszczenie odpadami toksycznymi, aby Tritannus był potężniejszy. Dziewczęta pokonują Trix, a Sky przypomina sobie, że chciał podarować Bloom wisiorek Eraklyonu. W tym czasie Flora, Layla i Stella odnajdują klejnot pewności siebie. Notka: Pierwszy raz pokazana jest przemiana Harmonix u Musy, Flory i Tecny. Notka 2: Nabu został pokazany jako iluzja. |                                                   |                             |                      |                      |                      |
| 112 | La melodia del rubino / Secret of the Ruby Reef   | Tajemnica Rubinowej Komnaty | 2 grudnia 2012       | 28 października 2012 | 25 października 2012 |
| W Alfei odbywa się przyjęcie magików i czarodziejek, w czasie przyjęcia księga Sirenix ma kolejną zagadkę dla dziewczyn. Winx udają się na Melodię, planetę Musy. Musa zostaje zamieniona w potwora ratując Laylę przed Tritannusem. Selkie o imieniu Sonna pomaga Musie wrócić do normalnej postaci przez połączenie się. Layla, Stella i Musa rozwiązują zagadkę grając na koralowej harfie. Trix porywają Daphne by razem z Tritannusem dowiedzieć się jak zdobyć Sirenix. |                                                   |                             |                      |                      |                      |
| 113 | La Gemma dell'Empatia / The Gem of Empathy        | Klejnot Empatii             | 16 grudnia 2012      | 4 listopada 2012     | 26 października 2012 |
| Stella organizuje pokaz mody, ale nic nie idzie zgodnie z planem. A jej poszukiwanie inspiracji prowadzą do nieoczekiwanych konsekwencji. Zostaje zamieniona w dziecko, którym opiekują się Flora, Musa i Brandon. Tymczasem w wodach Zenitu czarodziejki wraz z Royem walczą z mutantami Trittannusa, próbując znaleźć klejnot empatii. |                                                   |                             |                      |                      |                      |
| 114 | Natale ad Alfea / Christmas Magic                 | Magiczne święta             | 8 grudnia 2012       | 9 grudnia 2012       | 29 października 2012 |
| Bloom wybiera się na święta do Gardenii. Tłumaczy przyjaciółkom na czym polegają święta i że taM jak magia. Trix słysząc to postanawiają ukraść tę magię Bloom. Tworzą lodowe smoki, które więżą całą Alfeę pod lodową kopułą. Winx razem ze specjalistami urządzają święta dla Bloom w Alfei. W końcu smoki zostają pokonane, a Faragonda otwiera przejście dla rodziny Bloom i dzieci do Magixa. |                                                   |                             |                      |                      |                      |
| 115 | Le Trix in agguato / Trix Tricks                  | Sztuczki Trix               | 30 grudnia 2012      | 11 listopada 2012    | 30 października 2012 |
| Daphne jest w niebezpieczeństwie ze strony Trix i Tritannusa, którzy za wszelką cenę chcą wydobyć z niej tajemnicę pozyskania mocy Sirenix. W tym celu zamierzają posłużyć się szantażem poprzez porwanie jej siostry Bloom, co miałoby skłonić Daphne do wyjawienia tego najpilniej strzeżonego sekretu. W Alfei odbywa się turniej Czerwonej Fontanny na wiatrolotach. Trix zamieniają trzy z nich w lwy. Dzięki pomysłowi Sky'a udaje się je schwytać w ogniste klatki. Flora, Musa i Stella znajdują się na Limphei gdzie odbywa się pierwsza część testu odwagi. Bloom i Sky udają się na randkę jednak Trix im ją przerywają. Czarodziejki ratują ją i Sky'a i pokonują Trix. |                                                   |                             |                      |                      |                      |
| 116 | Prova di coraggio / Test of Courage               | Próba odwagi                | 6 stycznia 2013      | 18 listopada 2012    | 1 listopada 2012     |
| Bloom, Stella, Flora, Layla i Sky wybierają się na święto odrodzenia się Domino. Musa i Tecna zostają w Alfei, żeby poczekać na pojawienie się Księgi Sirenix. Księga mówi, że Klejnot Odwagi znajduje się w Żółtej Rafie, czyli na Domino. Czarodziejki odnajdują Rafę, którą okazuje się potwór. Bloom wyrywa z jego paszczy Klejnot Odwagi, dzięki czemu wróżki mogą zdobyć Sirenix. Winx spotykają również Serenę, Selkie, która połączyła więź z Bloom. Tymczasem Trix szantażują Daphne poprzez przetrzymywanie jej rodziców. Dziewczyny ratują rodziców Bloom, ale Daphne zdradza strzeżony sekret. Disiri odnajduje naszyjnik Heraklionu i przekazuje go Florze. Sky odzyskuje kryształ i podarowuje go Bloom. |                                                   |                             |                      |                      |                      |
| 117 | Le fate Sirenix / Sirenix                         | Sirenix                     | 10 sierpnia 2013     | 25 listopada 2012    | 2 listopada 2012     |
| Tritannus dzięki swojej mocy sprawia, że jezioro Roccaluce zaczyna wysychać. Winx, które odnalazły już wszystkie trzy magiczne klejnoty potrzebne do uzyskania mocy Sirenix. Teraz stają przed nową misją – muszą ocalić jezioro, gdyż inaczej nie zdobędą nowej transformacji. Tritannus odbiera moce Sirenix Daphne i przekazuje je Trix. Winx dzięki połączonej mocy i harmonii z podwodnym światem ratują jezioro. W zamian za to strażniczka mocy Sirenix – Omnia obdarza je nową magią – Sirenixem. Czarodziejki po raz pierwszy mają dostęp do Nieskończonego Oceanu. Muszą jednak go bronić przed mrocznymi mocami. Tritannus wraz z Trix zanieczyszcza nowy podwodny świat. Daphne jest nadal w niewoli u Tritannusa. Czy Winx podołają zadaniu? |                                                   |                             |                      |                      |                      |
| 118 | Il Trono dell'Imperatore / The Emperor's Throne   | Cesarski Tron               | 15 sierpnia 2013     | 17 stycznia 2013     | 8 kwietnia 2013      |
| Winx sprzątają plażę w Gardenii, po którym Stella organizuje kolejny nieudany pokaz mody. Tritannus pochłania przeogromną ilość toksyn. Przez to staje się nie do pokonania. Stormy tworzy straszny huragan, który ogarnia Ziemię. Winx za wszelką cenę muszą go zatrzymać. Tritannus jest gotowy zniszczyć czarodziejki. Ma jednak zarezerwowaną specjalną niespodziankę dla swojej kuzynki – Layli/Aishy. Dziewczyna dowiaduje się kim są mutanty. |                                                   |                             |                      |                      |                      |
| 119 | Il Pilastro della Luce / The Pillar of Light      | Kolumna światła             | 16 sierpnia 2013     | 24 stycznia 2013     | 9 kwietnia 2013      |
| Król Teredor – ojciec Layli przekazuje swojej córce miecz króla Neptuna, który posiada potężną moc. Tritannus planuje uaktywnić Tron Cesarza. Winx muszą przywrócić porządek, po tym jak Tritannus zabiera pieczęć z „Filaru Światła”. W magicznym wymiarze zaczyna panować ciemność. Wszystko to jest w magiczny sposób powiązane z ojcem Stelli – królem Radiusem. W Nieskończonym Oceanie wybucha bitwa między siłami dobra i zła. |                                                   |                             |                      |                      |                      |
| 120 | L'eclisse / The Eclipse                           | Zaćmienie                   | 19 sierpnia 2013     | 3 marca 2013         | 10 kwietnia 2013     |
| W Nieskończonym Oceanie nadal trwa bitwa między Winx a Tritannusem i Trix. Magicznym wymiarem włada ciemność. Stella stara się przywrócić światło światom magii. Tym samym może uleczyć swojego ojca. Layla musi zmierzyć się w zamienioną w mutanty rodziną. Czy miecz króla Neptuna uratuje sytuację? Faragonda organizuje zebranie władców. Odbędzie się ono w najbliższym czasie na Domino. Winx przechodzą test Sirenix. |                                                   |                             |                      |                      |                      |
| 121 | L'occhio che ispira le fate / Faraway Reflections | Odległe odbicie             | 20 sierpnia 2013     | 10 marca 2013        | 11 kwietnia 2013     |
| Daphne próbuje ostrzec Bloom przed planami Tritannusa. Winx muszą przeszukać Alfeę i odnaleźć Oko Inspiracji. Pomoże to czarodziejkom w uniemożliwieniu odnalezienia pozostałych dwóch pieczęci z magicznych filarów. Mike i Vanessa zaczynają sprzątać śmieciowe wyspy. Działanie to zostaje przerwane przez atak potworów i Tritannusa. Winx muszą interweniować zanim będzie za późno. Czarodziejki muszą pokonać potwora i uratować Selkie. |                                                   |                             |                      |                      |                      |
| 122 | Il divoratore / The Devourer                      | Żarłacz                     | 21 sierpnia 2013     | 17 marca 2013        | 12 kwietnia 2013     |
| Tritannus przejmuje kontrolę nad wygłodniałą bestią. Nakazuje jej, aby dopadła Selkies. Winx muszą uratować swoje małe przyjaciółki. Na Domino odbywa się zebranie władców magicznego wymiaru. Uzgadniają strategię pokonania Tritannusa. Czy będą zgodni co do planu? |                                                   |                             |                      |                      |                      |
| 123 | Le Balene del Canto / The Singing Whales          | Śpiewające wieloryby        | 22 sierpnia 2013     | 31 marca 2013        | 15 kwietnia 2013     |
| Tritannus zdobywa pieczęć z Filaru Równowagi. Dzięki Daphne czarodziejki dowiadują się, o tym co planuje wróg. Zaczyna się wyścig z czasem. Winx muszą walczyć z Tritannusem i Icy. Na planecie Musy – Melodii wydarzyło się coś czego nikt nie mógł przewidzieć. Dzięki temu Darcy i Stormy przychodzą z odsieczą. |                                                   |                             |                      |                      |                      |
| 124 | Problemi sentimentali / The Problems of Love      | Perypetie miłosne           | 23 sierpnia 2013     | 31 marca 2013        | 16 kwietnia 2013     |
| Winx muszą ponownie przywrócić równowagę w podwodnym świecie. Cała nadzieja i szansa na powodzenie akcji spoczywa na Musie. Czarodziejka używa magii kołysanki z dzieciństwa i w oceanie zaczyna panować harmonia. Tymczasem nad związkiem Bloom i Sky'a gromadzą się czarne chmury. Winx muszą ostro pracować, aby zrozumieć świat natury. Dzięki temu będą mogły pokonać Tritannusa. Przez mały żart Stelli Florze grozi niebezpieczeństwo. Wszystko kończy się jednak dobrze. |                                                   |                             |                      |                      |                      |
| 125 | Un appuntamento perfetto / A Perfect Date         | Idealna randka              | 26 sierpnia 2013     | 7 kwietnia 2013      | 17 kwietnia 2013     |
| Tecna i Timmy udają się na pierwszą wspólną randkę do ekskluzywnej restauracji w Magix. W tym czasie pozostałe Winx strzegą ostatniego z filarów w Nieskończonym Oceanie. Muszą ustrzec ostatniej z pieczęci. Dzięki temu Tritannus nie zdoła przejąć kontroli nad magicznym światem. Tecna musi opuścić ukochanego, aby uratować przyjaciółki przed strasznym potworem. Następnie cała szóstka niszczy pieczęć z filaru. Plan Tritannusa zostaje pokrzyżowany. |                                                   |                             |                      |                      |                      |
| 126 | Ascolta il tuo cuore / Listen to Your Heart       | Słuchaj serca               | 27 sierpnia 2013     | 5 maja 2013          | 18 kwietnia 2013     |
| Rada władców magicznego wymiaru musi uzgodnić jak bronić świat przed atakami Tritannusa i Trix. Król Cryon z Zenith zamierza ochronić swoją planetę dzięki robotom. Tecnie zostaje powierzona kolejna misja. Musi uratować władcę swojej planety. Wszystko jest związane z naruszeniem przez Tritannusa Filaru Kontroli. Zaczynają dziać się dziwne rzeczy. Selkie stawiają czoła Tritannusowi. Ich atak kończy się wygraną. |                                                   |                             |                      |                      |                      |
| 127 | Sulle tracce di Politea / The Shark's Eye         | Rekinie oko                 | 28 sierpnia 2013     | 12 maja 2013         | 19 kwietnia 2013     |
| Icy i Bloom oraz Darcy wraz ze Stormy wyruszają na poszukiwanie Politei. Każdy chce przechwycić moc tajemniczej nimfy zamienionej w potwora. Bloom walczy z Icy. Jednak wyścig wygrywają Darcy i Stormy. Rodzice Stelli zostają zaproszeni na pierwszy udany pokaz córki. Sami także zaczynają się godzić. Riven udowadnia swoją miłość Musie. |                                                   |                             |                      |                      |                      |
| 128 | Il Respiro dell'Oceano / Saving Paradise Bay      | Na ratunek Rajskiej         | 29 sierpnia 2013     | 8 września 2013      | 22 kwietnia 2013     |
| Podczas zebrania władców na Domino pojawia się droga ku kompromisowi. Winx muszą wypełnić kolejną misję. Czarodziejki odnajdują pieczęć – Oddech Oceanu w głównej mierze dzięki Florze. W międzyczasie Tritannus zjawia się na Ziemi wraz z Icy. Przez swoje moce sprawia, iż zaczynają padać kwaśne deszcze. Specjaliści i część wojsk atakują Tritannusa. Dochodzi do walki. Pomimo iż Winx ratują skażony teren, czarodziejki mają wrażenie, że ich wróg jest coraz silniejszy. |                                                   |                             |                      |                      |                      |
| 129 | Scontro epico / Battle for the Infinite Ocean     | Bitwa o Nieskończony Ocean  | 30 sierpnia 2013     | 15 września 2013     | 23 kwietnia 2013     |
| Krystal stara się wytłumaczyć Florze co naprawdę czuje do Helii. Czarodziejka natury ma mieszane uczucia, ale wszystko się zmienia gdy jej ukochany pojawia się w sali baletowej. W tym samym czasie w Nieskończonym Oceanie szykuje się prawdziwa wojna. Tritannus po walce ze swoim bratem porywa Laylę. |                                                   |                             |                      |                      |                      |
| 130 | La fine dell'incubo / The End of Tritannus        | Koniec Tritannusa           | 2 września 2013      | 22 września 2013     | 24 kwietnia 2013     |
| Bloom wyrusza w pogoń za Tritannusem. Chce ona ocalić przyjaciółkę – Laylę. Tritannus aktywuje Tron Cesarza i stając się potworną bestią, zapomina o miłości do Icy. Trix łączą się ponownie. Dawni bracia ponownie krzyżują oręż. Andros jest w opałach. Roy wraz z syrenami walczy z mutantami, a wkrótce z pomocą przychodzi Tressa oraz czwórka z Winx. Czy Tritannus znów stanie się sobą i zostanie wymierzona sprawiedliwość? Kogo jeszcze uda się uratować? |                                                   |                             |                      |                      |                      |

### Seria 6
| 131 | L'ispirazione del Sirenix / Inspiration of Sirenix     | Natchnienie Sirenixu      | 9 czerwca 2014   | 29 września 2013  | 6 stycznia 2014  |
| Rodzice Daphne organizują imprezę powitalną na jej cześć. Trix wysyłają Bestię z Głębin, żeby zaatakowała podczas przyjęcia. Winx i Daphne dokonują transformacji i rozpoczynają walkę. Jak zakończy się ta przygoda? |                                                        |                           |                  |                   |                  |
| 132 | Legendarium / The Legendarium                          | Legendarium               | 10 czerwca 2014  | 3 listopada 2013  | 13 stycznia 2014 |
| W szkole dla wiedźm Chmurnej Wieży pojawia się nowa uczennica – Selina. Jest ona właścicielką bardzo potężnego magicznego artefaktu – księgi Legendarium. Wioska wróżek Pixie zostaje zaatakowana. Winx wyruszają z odsieczą. |                                                        |                           |                  |                   |                  |
| 133 | Il collegio volante / The Flying School                | Latająca szkoła           | 11 czerwca 2014  | 3 listopada 2013  | 20 stycznia 2014 |
| Winx oraz magicy przebywają na specjalnym szkoleniu w Lynphea Collage. Selina nasyła na czarodziejki mroczne potwory. Cała Lynphea, szkoła oraz inni walczą z drzewcami. Winx tracą swoje moce i wracają do Alfei. Jedynie Bloom nie dosięgła klątwa Legendarium. |                                                        |                           |                  |                   |                  |
| 134 | Il potere Bloomix / Bloomix Power                      | Moc Bloomixu              | 12 czerwca 2014  | 15 grudnia 2013   | 31 stycznia 2014 |
| Winx przygotowują się do chwili kiedy przyjdzie walczyć im bez mocy. W tym czasie Linphea jest cały czas oblężona przez mroczne moce. Winx wyruszają na tę planetę. Flora uzyskuje nowe moce, ale czy będzie w stanie poradzić sobie z zagrożeniem? Czy mimo wszystko zwyciężą dobre serce i wiara w dobro?                                                                           |                                                        |                           |                  |                   |                  |
| 135 | Golden Auditorium / The Golden Auditorium              | Złote Audytorium          | 13 czerwca 2014  | 15 grudnia 2013   | 7 lutego 2014    |
| Stella i Layla pracują ciężko, aby zdobyć i odkryć swoje moce Bloomix. Czarodziejki wraz z Daphne odwiedzają Złote Audytorium, gdzie muszą się zmierzyć z pewnymi niemelodycznymi duchami. Przygody zaczynają nabierać tempa. Musa i Tecna muszą zacząć współpracować, aby ocalić szkołę na planecie Melodia.                                                                         |                                                        |                           |                  |                   |                  |
| 136 | I Mangiafuoco / Vortex of Flames                       | Wir płomieni              | 16 czerwca 2014  | 12 stycznia 2014  | 14 lutego 2014   |
| Na planecie Domino odbywa się bardzo ważne wydarzenie związane z Daphne. W tym czasie Trix, Selina oraz Diaspro łączą siły, aby zaatakować Winx i raz na zawsze pozbyć się Bloom. Wydarzenia przybierają nieoczekiwany zwrot akcji. Lecz czy i tym razem nastąpi szczęśliwe zakończenie?                                                                                              |                                                        |                           |                  |                   |                  |
| 137 | La biblioteca perduta / The Lost Library               | Zaginiona biblioteka      | 17 czerwca 2014  | 16 lutego 2014    | 17 lutego 2014   |
| W poszukiwaniu odpowiedzi na pytania dotyczące księgi Legendarium Winx wraz z Daphne podróżują do Aleksandrii. Na drodze staje im jednak armia mumii ożywionych przez Selinę. Dodatkowo w sprawę tajemniczo ingerują Trix. |                                                        |                           |                  |                   |                  |
| 138 | L'attacco della sfinge / Attack of the Sphinx          | Atak Sfinksa              | 18 czerwca 2014  | 16 lutego 2014    | 10 lutego 2014   |
| Przygoda w egipskim świecie trwa nadal. Czarodziejki muszą stoczyć walkę z ożywionymi mumiami, które zostały wysłane przez Selinę. Sytuacja powoli się uspokaja. Wkrótce nadchodzą nowe problemy i nowi wrogowie. Sfinksy, zagadki i wszystko co tajemnicze! |                                                        |                           |                  |                   |                  |
| 139 | Il Tempio del Drago Verde / Shrine of the Green Dragon | Świątynia zielonego smoka | 23 czerwca 2014  | 17 maja 2014      | 3 marca 2014     |
| Z pomocą Daphne i wróżek Pixie, Winx starają się odnaleźć Eldorę. W pobliżu Wielkiego Muru Chińskiego, Winx uwalniają się z zasadzki Trix i stają twarzą w twarz z Chińskimi smokami, lecz nie ma tu śladu Eldory. Jak zakończy się ta azjatycka przygoda? Odpowiedź na te i inne pytania znajdziecie w odcinku!                                                                      |                                                        |                           |                  |                   |                  |
| 140 | La serra di Alfea / The Secret Greenhouse              | Tajemna szklarnia         | 24 czerwca 2014  | 17 maja 2014      | 10 marca 2014    |
| W odpowiedzi na pytanie związane z magicznym kwiatem Eldory i nią samą Winx udają się do tajemniczej szklarni. Selina, ma zamiar im towarzyszyć, choć jej prawdziwy plan jest zupełnie inny. Czarownica zmienia rośliny w krwiożercze potwory, a czarodziejki są zmuszone się bronić. Bloom musi działać, aby uratować Florę i pozostałe Winx. Tymczasem Selina utrudnia jej zadanie. |                                                        |                           |                  |                   |                  |
| 141 | Sogni infranti / Broken Dreams                         | Zniszczone sny            | 25 czerwca 2014  | 17 maja 2014      | 17 marca 2014    |
| Winx kontynuują poszukiwania, aby odkryć pochodzenie kwiatu, który należał do Eldory. W tym czasie Trix planują atak na samotną Bloom w Gardenii. Gotycka impreza trwa. Niespodziewanie pojawiają się na niej pewni niespodziewani goście. |                                                        |                           |                  |                   |                  |
| 142 | I figli della notte / Shimmer in the Shadows           | Blask w ciemnościach      | 26 czerwca 2014  | 17 maja 2014      | 24 marca 2014    |
| Na pomoc samotnej Bloom przybywają pozostałe czarodziejki Winx. Podczas gotyckiego pokazu Władcy Ciemności przejmują kontrolę nad czarodziejkami. Jedynie Stella może ocalić swoje przyjaciółki. |                                                        |                           |                  |                   |                  |
| 143 | La Fata Madrina / The Fairy Godmother                  | Dobra wróżka              | 27 czerwca 2014  | 17 maja 2014      | 31 marca 2014    |
| Po wielu poszukiwaniach Winx odnalazły Eldorę i złożyły jej wizytę. Dzięki temu czarodziejki poznają historię Seliny. Trix również wybierają się na niespodziewane odwiedziny. Między wiedźmami i Winx dochodzi do walki. |                                                        |                           |                  |                   |                  |
| 144 | Mythix / Mythix                                        | Mythix                    | 4 sierpnia 2014  | 17 maja 2014      | 7 kwietnia 2014  |
| Winx razem z Eldorą udają się na wyspę Tir Nan Og. Po wspólnej walce (Ziemskich Czarodziejek, Winx oraz Eldory) pokonują Trix oraz Selinę. Dzięki temu czarodziejki otrzymują nową przemianę Mythix i możliwość podróży po kresach Legendarium. Rozpoczyna się nowa przygoda, której głównym celem jest zamknięcie księgi.                                                            |                                                        |                           |                  |                   |                  |
| 145 | Il mistero di Calavera / Mystery of Calavera           | Tajemnica Calavery        | 5 sierpnia 2014  | 17 maja 2014      | 31 lipca 2014    |
| Winx, Specjaliści oraz Daphne rozpoczynają poszukiwanie pierwszej części klucza do Legendarium. Droga wiedzie przez Upiorny Statek Piratów. W świecie legend i mitów Winx napotykają na liczne niebezpieczeństwa. Trix, dzięki mocy Seliny, dostają się do księgi oraz walczą z pozytywnym skutkiem przeciwko czarodziejkom.                                                          |                                                        |                           |                  |                   |                  |
| 146 | L'invasione degli zombi / Zombie Invasion              | Inwazja żywych trupów     | 6 sierpnia 2014  | 17 maja 2014      | 1 sierpnia 2014  |
| Winx walczą w świecie Legendarium przeciwko piratom oraz Trix. Pomimo to udaje im się zdobyć pierwszą część klucza do księgi. Jednak czy to koniec kłopotów? |                                                        |                           |                  |                   |                  |
| 147 | La maledizione di Fearwood / The Curse of Fearwood     | Klątwa lasu Fearwood      | 7 sierpnia 2014  | 19 stycznia 2015  | 1 sierpnia 2014  |
| Winx wolno zbliżają się do uzyskania swojego celu. Ich kolejna misja ma miejsce w Kanadzie w Lesie Fearwood. Tam napotykają na zgraję wilkołaków nasłanych przez Selinę. W tym czasie Trix knują kolejne plany, powodując tym samym nowe kłopoty. |                                                        |                           |                  |                   |                  |
| 148 | Il totem magico / The Magic Totem                      | Magiczny totem            | 8 sierpnia 2014  | 21 stycznia 2015  | 1 sierpnia 2014  |
| Poszukiwania Srebrnej Włóczni potrzebnej do zamknięcia Legendarium trwają nadal. Flora i Helia zostają zaatakowani przez Icy w wyniku czego serce ukochanego czarodziejki natury zostaje skute lodem. Pozostali walczą o osiągnięcie celu. |                                                        |                           |                  |                   |                  |
| 149 | Regina per un giorno / Queen for a Day                 | Jednodniowa królowa       | 11 sierpnia 2014 | 23 stycznia 2015  | 2 sierpnia 2014  |
| Winx muszą znaleźć Chmurną Wieżę i raz na zawsze zamknąć Legendarium, ale nagle Chmurna Wieża staje się niewidzialna. Stella sprawuje władzę nad Solarią podczas całego dnia. Jak sobie poradzi? |                                                        |                           |                  |                   |                  |
| 150 | Il banchetto di Solaria / Stella's Big Party           | Wielka impreza Stelli     | 12 sierpnia 2014 | 31 marca 2015     | 2 sierpnia 2014  |
| Stella chce odzyskać swoją koronę, więc angażuje się w walkę w Starożytnym Labiryncie z Darcy i Minotaurem. Kiedy wróci, Winx będą musiały przywrócić porządek Solarii, tak jak było dawnej. |                                                        |                           |                  |                   |                  |
| 151 | Un amore mostruoso / A Monster Crush                   | Zakochany potwór          | 13 sierpnia 2014 | 17 września 2015  | 2 sierpnia 2014  |
| Winx zostają wysłane na Zenit w nadziei na znalezienie technologii, która pomoże im śledzić niewidzialną Chmurną Wieżę. Selina wysyła za nimi kolejnego potwora. |                                                        |                           |                  |                   |                  |
| 152 | Music Café / The Music Cafe                            | Kafejka muzyczna          | 14 sierpnia 2014 | 8 listopada 2015  | 3 sierpnia 2014  |
| Musa otwiera Alfea Music Cafe do używania magii instrumentów muzycznych. Winx chronią Alfeę przed Chmurną Wieżą, lecz nagle Rumpelstiltskin kradnie Musie głos. Teraz Winx muszą stoczyć walkę z czarownicami z Chmurnej Wieży. |                                                        |                           |                  |                   |                  |
| 153 | L'inno di Alfea / The Anthem                           | Hymn                      | 15 sierpnia 2014 | 8 listopada 2015  | 3 sierpnia 2014  |
| Nawet bez głosu Musa może korzystać z muzyki i uratować Alfeę. Jednak teraz Winx muszą wybrać między głosem Musy a kluczem do Legendarium, który Rumpelstiltskin chce dla siebie. Co wybiorą dziewczyny? |                                                        |                           |                  |                   |                  |
| 154 | Scontro fra campioni / Legendary Duel                  | Legendarny pojedynek      | 18 sierpnia 2014 | 15 listopada 2015 | 3 sierpnia 2014  |
| Trix doprowadziły do pojedynku Bloom z Seliną. Będą musiały walczyć jeden na jednego. Reszta Winx może tylko obserwować. Jednak, gdy Selina uwalnia niebezpieczne i potężne Mistrzynie Alfei wszystkie zasady zostają anulowane. |                                                        |                           |                  |                   |                  |
| 155 | Acheron / Acheron                                      | Acheron                   | 19 sierpnia 2014 | 15 listopada 2015 | 3 sierpnia 2014  |
| Winx przygotowują się do ślubu Daphne i Thorena, ale w trakcie przygotowań, zostaje uwolniony Acheron, który wypędza Trix do Legendarium i odbiera Magię wszystkim w Magic z wyjątkiem Smoczego Płomienia! |                                                        |                           |                  |                   |                  |
| 156 | Winx per sempre / Winx Forever                         | Niepokonane Winx          | 20 sierpnia 2014 | 22 listopada 2015 | 4 sierpnia 2014  |
| Podczas walki Winx z duchem Wielkiego Jaszczura, Bloom walczy z Acheronem i Trix w świecie Legendarium. Wróżki potrzebują pomocy by pokonać mrok krążący nad Magicznym Wymiarem! |                                                        |                           |                  |                   |                  |

### Klub Winx − Tajemnica Morskich Głębin
| Nr | Tytuł                                                                     | Tytuł polski                         | Reżyseria      | Scenariusz                     | Premiera w Polsce   |
| -- | ------------------------------------------------------------------------- | ------------------------------------ | -------------- | ------------------------------ | ------------------- |
| F3 | Winx Club − Il Mistero degli abissi / Winx Club: The Mystery of the Abyss | Winx Club: Tajemnica morskich głębin | Iginio Straffi | Iginio Straffi & Giovanni Masi | 3 października 2014 |

### Seria 7
| #   | Tytuł (Włoski / Angielski)                                      | Polski tytuł                     | Premiera w Polsce | Premiera w Wielkiej Brytanii | Premiera we Włoszech |
| --- | --------------------------------------------------------------- | -------------------------------- | ----------------- | ---------------------------- | -------------------- |
| 157 | Il parco naturale di Alfea / The Alfea Natural Park             | Park przyrody w Alfei            | 10 sierpnia 2015  | 4 lipca 2015                 | 21 września 2015     |
| 158 | Giovani fate crescono / Young Fairies Grow Up                   | Młode czarodziejki               | 11 sierpnia 2015  | 4 lipca 2015                 | 21 września 2015     |
| 159 | Butterflix / Butterflix                                         | Butterflix                       | 12 sierpnia 2015  | 11 lipca 2015                | 22 września 2015     |
| 160 | Il primo colore dell'universo / The First Color of the Universe | Pierwszy kolor wszechświata      | 13 sierpnia 2015  | 11 lipca 2015                | 22 września 2015     |
| 161 | Un amico dal passato / A Friend From the Past                   | Przyjaciel z przeszłości         | 14 sierpnia 2015  | 18 lipca 2015                | 23 września 2015     |
| 162 | Avventura su Lynphea / Adventure On Lynphea                     | Przygoda w Lynphei               | 17 sierpnia 2015  | 18 lipca 2015                | 23 września 2015     |
| 163 | Attenti al lupo! / Beware of the Wolf                           | Uwaga! Wilk!                     | 18 sierpnia 2015  | 25 lipca 2015                | 24 września 2015     |
| 164 | Ritorno al medioevo / Back in the Middle Ages                   | Powrót do średniowiecza          | 19 sierpnia 2015  | 25 lipca 2015                | 24 września 2015     |
| 165 | Il gatto magico / The Fairy Cat                                 | Czarodziejski kot                | 20 sierpnia 2015  | 1 sierpnia 2015              | 25 września 2015     |
| 166 | Winx in trappola! / Winx Trapped!                               | Winx w pułapce                   | 21 sierpnia 2015  | 1 sierpnia 2015              | 25 września 2015     |
| 167 | Missione nella giungla / Mission in the Jungle                  | Misja w dżungli                  | 24 sierpnia 2015  | 8 sierpnia 2015              | 26 września 2015     |
| 168 | Un animale fatato per Tecna / A Fairy Animal for Tecna          | Czarodziejskie zwierzę dla Tecny | 25 sierpnia 2015  | 8 sierpnia 2015              | 26 września 2015     |
| 169 | Il segreto dell'unicorno / The Unicorn's Secret                 | Tajemnica jednorożca             | 26 sierpnia 2015  | 15 sierpnia 2015             | 27 września 2015     |
| 170 | Potere Tynix / Tynix Transformation                             | Transformacja Tynix              | 28 grudnia 2015   | 15 sierpnia 2015             | 27 września 2015     |
| 171 | Le pietre magiche / The Magic Stones                            | Czarodziejskie kamienie          | 29 grudnia 2015   | 22 sierpnia 2015             | 28 września 2015     |
| 172 | Ritorno a Paradise Bay / Back to Paradise Bay                   | Powrót do Rajskiej Zatoki        | 30 grudnia 2015   | 22 sierpnia 2015             | 28 września 2015     |
| 173 | Perse in una goccia / Lost in a Droplet                         | Zagubione w kropli               | 31 grudnia 2015   | 29 sierpnia 2015             | 29 września 2015     |
| 174 | Il giorno della banana / Banana Day                             | Dzień banana                     | 1 stycznia 2016   | 29 sierpnia 2015             | 29 września 2015     |
| 175 | L'arcobaleno di Magix / The Magix Rainbow                       | Tęcza Magix                      | 4 stycznia 2016   | 5 września 2015              | 30 września 2015     |
| 176 | Baby Winx / Baby Winx                                           | Dzidzie Winx                     | 5 stycznia 2016   | 5 września 2015              | 30 września 2015     |
| 177 | È un pazzo, pazzo mondo! / It's a Crazy, Crazy World!           | Zwariowany świat                 | 6 stycznia 2016   | 2 stycznia 2016              | 1 października 2015  |
| 178 | Il regno di diamanti / The Kingdom of Diamonds                  | Królestwo diamentów              | 7 stycznia 2016   | 3 stycznia 2016              | 1 października 2015  |
| 179 | Il segreto di Alfea / The Secret of Alfea                       | Tajemnica Alfei                  | 8 stycznia 2016   | 9 stycznia 2016              | 2 października 2015  |
| 180 | La farfalla d’oro / The Golden Butterfly                        | Złocisty motyl                   | 11 stycznia 2016  | 10 stycznia 2016             | 2 października 2015  |
| 181 | Nuova magica armonia / New Magic Harmony                        | Nowa magiczna harmonia           | 12 stycznia 2016  | 16 stycznia 2016             | 3 października 2015  |
| 182 | Il potere degli animali fatati / The Power of the Fairy Animals | Moc czarodziejskich zwierząt     | 13 stycznia 2016  | 17 stycznia 2016             | 3 października 2015  |

### Seria 8
| 183 | La notte delle stelle / Night of the Stars                    | Noc gwiazd                    | 20 kwietnia 2020 | TBA | 9 kwietnia 2019 (YouTube) 15 kwietnia 2019 (TV)  |
| W Alfei jest noc spadających gwiazd, podczas której Musa liczy na znalezienie inspiracji do nowej piosenki. Przeszkadza im w tym spadający z nieba Lumen, który niesie za sobą złych podwładnych Obsucurma. Pomiędzy Winx a kosmicznymi kreaturami dochodzi do starcia.                                                                                  |                                                               |                               |                  |     |                                                  |
| 184 | Il regno delle Lumen / A Kingdom of Lumens                    | Królestwo Lumenów             | 20 kwietnia 2020 | TBA | 10 kwietnia 2019 (RaiPlay) 16 kwietnia 2019 (TV) |
| Po przybyciu na Lumenie, królowa Dorona prosi Winx o pomoc w uratowaniu słabnącej planety. Czarodziejki udają się do podziemi w lasach, gdzie zostają zaatakowane przez golemy naznaczone tajemniczym znakiem. |                                                               |                               |                  |     |                                                  |
| 185 | Attacco al nucleo / Attack on the Core                        | Atak na jądro                 | 21 kwietnia 2020 | TBA | 10 kwietnia 2019 (RaiPlay) 17 kwietnia 2019 (TV) |
| Winx próbują powstrzymać StarYammi i Obsucruma przed wyssaniem całej energii z jądra planety Lumenia. Niestety zajęte misją zapominają o czekających na nie lekcjach w Alfei. |                                                               |                               |                  |     |                                                  |
| 186 | PopStar! / PopStar!                                           | Gwiazdy popu                  | 21 kwietnia 2020 | TBA | 18 kwietnia 2019                                 |
| Tajna misja Specjalistów odwołuje romantyczny piknik Sky'a i Bloom. Tymczasem koncert na Peripli zostaje przerwany przez kosmiczne kreatury Obscuruma. Niestety, Winx będą musiały wybrać pomoc Specjalistom, którzy są bliscy wciągnięcia przez czarną dziurę.                                                                                          |                                                               |                               |                  |     |                                                  |
| 187 | Il segreto di Orion / Orion's Secret                          | Sekret Oriona                 | 22 kwietnia 2020 | TBA | 19 kwietnia 2019                                 |
| Tajemniczy Orion kradnie magiczny rubin, który doprowadza do odcięcia energii na Peripli. Statek mknie wprost na czarną dziurę. Na szczęście Specjaliści i Winx szybko natrafią na trop złodzieja. |                                                               |                               |                  |     |                                                  |
| 188 | La stella faro / Doom of the Lighthouse Star                  | Gwiazda latarni morskiej      | 22 kwietnia 2020 | TBA | 21 kwietnia 2019                                 |
| Po nieudanej próbie odbudowania jądra, lumeny planety Eridia odwracają się od czarodziejek. W tym czasie Valtor dobija paktu z Orionem, czego skutkiem będzie wysłanie Winx na niebezpieczną misję. |                                                               |                               |                  |     |                                                  |
| 189 | Trappola su Prometia / Trapped on Prometia                    | Uwięzione na Prometii         | 23 kwietnia 2020 | TBA | 22 kwietnia 2019                                 |
| Złapane w zasadzkę Oriona. Winx za pomocą nowo odkrytych zdolności, będą musiały wydostać się z sideł kosmicznej machiny. W tym samym czasie Obscurum zamienia wszystkie lumeny na Eridii w Pożeracze Gwiazd. |                                                               |                               |                  |     |                                                  |
| 190 | Negli abissi di Andros / Into the Depths on Andros            | Wyprawa w głębiny Andros      | 23 kwietnia 2020 | TBA | 23 kwietnia 2019                                 |
| Layla denerwuje się przed wygłoszeniem przemówienia. Tymczasem Gwiezdne Pożeracze Obscuruma docierają do jądra podwodnego królestwa Andros i Winx muszą użyć swoich mocy Sirenix, by móc wrócić w głębiny oceanu. |                                                               |                               |                  |     |                                                  |
| 191 | La luce di Gorgol / The Light of Gorgol                       | Światło Gorgol                | 24 kwietnia 2020 | TBA | 23 kwietnia 2019                                 |
| Winx zostają uwięzione w podwodnym królestwie Andros, podczas próby odnowienia jądra planety. Niestety nie wszystko idzie zgodnie z ich planem, przez co Layla będzie musiała wykazać się odwagą, by uwolnić przyjaciółki i Neksa ze śmiercionośnej pułapki.                                                                                             |                                                               |                               |                  |     |                                                  |
| 192 | Il potere dell'Idra / Hydra Awakens                           | Przebudzenie Hydry            | 24 kwietnia 2020 | TBA | 25 kwietnia 2019                                 |
| Na planecie Ipsos Winx wpadają w pułapkę zasadzoną przez Obscuruma. Kiedy Valtor przywołuje z gwiazdozbioru Hydrę, Obscurum i jego pomocnicy zajmują się pochłanianiem energii z jądra planety. Na pomoc czarodziejkom przylatują Specjaliści. |                                                               |                               |                  |     |                                                  |
| 193 | Il tesoro magico di Syderia / Treasures of Syderia            | Skarby Syderii                | 27 kwietnia 2020 | TBA | 26 kwietnia 2019                                 |
| Podczas przygotowywania koncertu w Alfei, Winx dostają informację, że planeta Sideria została zaatakowana przez Obscuruma, który wcześniej zaczarował lumeny tej planety, aby obróciły się przeciwko Winx. Na pomoc ruszają im Knut i Kiko. |                                                               |                               |                  |     |                                                  |
| 194 | Festa a sorpresa / Surprise Party on Earth                    | Przyjęcie niespodzianka       | 27 kwietnia 2020 | TBA | 28 kwietnia 2019                                 |
| Bloom udaje się na Ziemię, gdzie znów może uściskać swoich rodziców. W tym samym czasie, Valtor postanawia zaatakować Słońce, aby Ziemia i ci, których kocha Bloom, znaleźli się w niebezpieczeństwie. Podczas gdy Winx udają się, aby ocalić Słońce, Specjaliści przylatują na Ziemię, aby stawić czoło niebezpieczeństwu, spowodowanemu przez Valtora. |                                                               |                               |                  |     |                                                  |
| 195 | L'ombra di Valtor / Valtor's Shadow                           | Cień Valtora                  | 28 kwietnia 2020 | TBA | 29 kwietnia 2019                                 |
| Podczas gdy Winx próbują zatrzymać atak na Słońce, Specjaliści muszą się zmierzyć z dwoma Mrocznymi Gigantami, które zamierzają zaatakować Gardenię. W międzyczasie, Obscurum udaje się na Lumenię, aby przejąć tron. Bloom będzie musiała podjąć kluczową decyzję, aby uratować wszystkich, których kocha.                                              |                                                               |                               |                  |     |                                                  |
| 196 | La stella dei desideri / The Wishing Star                     | Gwiazda życzeń                | 28 kwietnia 2020 | TBA | 29 lipca 2019                                    |
| Winx organizują koncert w Alfei, podczas którego Bloom zauważa nieobecność Sky'a. Tymczasem Valtor nakazuje Trix schwytanie Gwiazdy Życzeń. Niestety trzy czarownice zawodzą i gwiazda dzieli się na siedem mniejszych elementów.. |                                                               |                               |                  |     |                                                  |
| 197 | Una nuova missione / Mission for the Prime Stars              | Misja: Gwiazdy prymarne       | 29 kwietnia 2020 | TBA | 30 lipca 2019                                    |
| Winx i Trix rywalizują o przejęcie Kompasu Astralnego, który ucieka im w głąb mechanizmu pozytywki. Po umieszczeniu kompasu w środku Gwiezdnej Szkatuły, Winx oficjalnie otrzymują misję odnalezienia siedmiu prymarnych gwiazd. |                                                               |                               |                  |     |                                                  |
| 198 | La festa dello sparx / The Sparx Festival                     | Święto Sparx                  | 29 kwietnia 2020 | TBA | 31 lipca 2019                                    |
| W Alfei czarodziejki i wiedźmy świętują święto Sparx, iskry, która zapoczątkowała Magiczny Wszechświat i dała moc światła czarodziejkom, a moc cienia wiedźmom. Gwiezdna Szkatuła informuje Winx o położeniu pierwszej z gwiazd tuż pod szkolną studnią. Informacja ta wpada również w ręce Trix.                                                        |                                                               |                               |                  |     |                                                  |
| 199 | Il vestito della regina / Dress Fit for a Queen               | Suknia godna królowej         | 30 kwietnia 2020 | TBA | 1 sierpnia 2019                                  |
| Gwiezdna Szkatuła informuje Winx, że druga gwiazda znajduje się na Solarii. Stellę będzie czekała próba, która ujawni to, czy jest godna otrzymać drugą gwiazdę. Próbie zostanie poddana również Stormy. |                                                               |                               |                  |     |                                                  |
| 200 | La valle degli unicorni alati / Valley of the Flying Unicorns | Dolina latających jednorożców | 30 kwietnia 2020 | TBA | 2 sierpnia 2019                                  |
| Gdy Bloom martwi się o brak wiadomości od Sky'a, Gwiezdna Szkatuła informuje Winx o lokalizacji trzeciej gwiazdy, znajdującej się ponad chmurami planety Monoceros, która jest domem latających jednorożców.Tymczasem na tej samej planecie, Diaspro i Sky są na tropie poszukiwania zagubionego medalionu.                                              |                                                               |                               |                  |     |                                                  |
| 201 | La torre oltre le nuvole / Tower Beyond the Clouds            | Wieża ponad chmurami          | 1 maja 2020      | TBA | 3 sierpnia 2019                                  |
| Podczas zwiedzania planety Monoceros Winx dowiadują się o misji Diaspro i Sky'a, którzy zostali zaatakowali przez czarnego jednorożca. Lumeny tej planety tłumaczą, że zwierzę nie ufa już innym osobom, po tym jak ktoś nadużył jego zaufania i wyrządził mu wielką krzywdę.                                                                            |                                                               |                               |                  |     |                                                  |
| 202 | Il cuore verde di Lynphea / The Green Heart of Lynphea        | Zielone serce Linfei          | 4 maja 2020      | TBA | 11 września 2019                                 |
| Winx docierają na Lynphe'ę i wkraczają do Wielkiego Lasu, aby odzyskać czwartą gwiazdę, ale kiedy docierają do Zielonego Serca planety, zostają zaatakowane przez Trix. Miele próbuje uratować siostrę i jej przyjaciółki, ale niestety sama również wpada w pułapkę.                                                                                    |                                                               |                               |                  |     |                                                  |
| 203 | La gara di ballo su Melody / Dance Contest on Melody          | Konkurs tańca na Melodii      | 5 maja 2020      | TBA | 12 września 2019                                 |
| Gwiezdna Szkatuła prowadzi Winx na planetę rodzinną Musy, gdzie odkrywają, że piąta gwiazda została umieszczona na koronie przeznaczonej dla zwycięzcy konkursu tanecznego organizowanego corocznie przez księżniczkę Galateę. |                                                               |                               |                  |     |                                                  |
| 204 | Il segreto dell'armonia / The Secret of Harmony               | Tajemnica harmonii            | 6 maja 2020      | TBA | 13 września 2019                                 |
| Darcy używa podstępu, aby zniszczyć relacje Musy i Rivena. Tymczasem reszta Winx walczy przeciwko Trix w konkursie tańca, ale ostatecznie gwiazda znika z rąk zwycięzcy, by trafić do prawowitego właściciela. |                                                               |                               |                  |     |                                                  |
| 205 | Fra terra e mare / Between the Earth and the Sea              | Pomiędzy ziemią a morzem      | 7 maja 2020      | TBA | 14 września 2019                                 |
| Podczas szkolnego egzaminu Winx ukazuje się Gwiezdna Szkatuła informująca je o położeniu szóstej gwiazdy. Na Coralli, przez ciemne moce Valtora, dochodzi do aktywacji wulkanu i czarodziejki znajdą się w ogromnym niebezpieczeństwie.. |                                                               |                               |                  |     |                                                  |
| 206 | Tra i ghiacci di Dyamond / Dyamond on Ice                     | W lodach Dyamond              | 8 maja 2020      | TBA | 15 września 2019                                 |
| Gwiezdna Szkatuła przenosi Winx na Dyamond, obumarłą planetę pokrytą lodem, gdzie znajduje się ostatnia gwiazda. Winx wpadają w pułapkę Trix, a chcący uratować je Sky ląduje w głębinach zamarzniętego jeziora. |                                                               |                               |                  |     |                                                  |
| 207 | La volpe bianca / The White Fox                               | Biały lis                     | 11 maja 2020     | TBA | 16 września 2019                                 |
| Winx używają swoich mocy Sirenix, by wydostać Sky'a z dna jeziora. W tym czasie Icy spotyka białego lisa, który okazuje się skrywać wielki sekret mający zmienić losy wiedźmy. |                                                               |                               |                  |     |                                                  |
| 208 | Scritto nelle stelle / Written in the Stars                   | Zapisane w gwiazdach          | 12 maja 2020     | TBA | 17 września 2019                                 |
| Winx docierają do twierdzy Valtora, aby podstępem wykraść brakujące gwiazdy. Kiedy zasadzka wychodzi na jaw Valtor przemienia się w swoją potworną wersję zamierzając ponownie zniszczyć Magiczny Wymiar. Przed Trix staje poważny dylemat, po której stronie konfliktu stanąć.                                                                          |                                                               |                               |                  |     |                                                  |

## Międzynarodowe wydanie

### Serie 1–3
| Kraj | Kanał                                                                                      | Tytuł                     | Premiera         |
| --- | ------------------------------------------------------------------------------------------ | ------------------------- | ---------------- |
| Europa |                                                                                            |                           |                  |
| Włochy | Fox Kids, Jetix, Rai Due, Rai Uno, RaiSat Ragazzi, RaiSat Smash Rai Gulp, Rai YoYo         | Winx Club                 | listopada 2003   |
| Hiszpania | Cartoon Network, Telecinco, Jetix, TVE, Clan TVE, Canal 9, K3, Disney Channel, Nickelodeon | El club Winx              | 5 kwietnia 2005  |
| Albania | Vizion Plus, Tring Tring TV, Onix, Alsat-M                                                 | Winx Club                 |                  |
| Niemcy | RTL, RTL II, Nickelodeon                                                                   | Das Winx Club (Winx Club) | 9 lipca 2004     |
| Austria | ORF                                                                                        | Winx Club                 |                  |
| Belgia | Fox Kids, Jetix                                                                            | Winx Club                 |                  |
| Bułgaria | Nova Television, EKids, Super 7, Nickelodeon                                               | Клуб Winx                 | 24 września 2005 |
| Watykan | Rai Uno, Rai Due                                                                           | Winx Club                 |                  |
| Dania | Nickelodeon, TV2                                                                           | Winx Club                 |                  |
| Słowacja | TV Markísa                                                                                 | Winx Club                 |                  |
| Słowenia | POP TV, OTO                                                                                | Winx Club                 |                  |
| Estonia | Kanal 2, TV3                                                                               | Winxid                    |                  |
| Finlandia | MTV3, MTV Juniori                                                                          | Winx Club (Winx-Klubi)    | 16 kwietnia 2010 |
| Francja | France 3, Nickelodeon 4Teen, Gulli                                                         | Winx Club                 | 11 lutego 2004   |
| Walia | S4C                                                                                        | Winx Club                 |                  |
| Grecja | Alter, Nickelodeon, OTE Cinema 1                                                           | Winx Club                 |                  |
| Węgry | RTL Klub, Jetix, Nickelodeon, A+                                                           | Winx Club                 | 2005             |
| Islandia | Stöð 2                                                                                     | Winx Club                 |                  |
| Litwa | TV6                                                                                        | Vinksių Klubo             |                  |
| Norwegia | Nickelodeon, TV2                                                                           | Winx Club                 |                  |
| Holandia | Jetix, Toon Disney, Nickelodeon, HBO                                                       | Winx Club                 |                  |
| Polska | Minimax, ZigZap, Nickelodeon Polska, TV4, Nickelodeon HD, TV Puls 2                        | Klub Winx                 | 1 lipca 2004     |
| Portugalia | RTP1, RTP2, SIC, TVI, Canal Panda, Nickelodeon                                             | Clube das Winx            | 24 marca 2004    |
| Wielka Brytania | Cartoon Network, Jetix, Pop Girl, GMTV, Nickelodeon                                        | Winx Club                 |                  |
| Rumunia | TVR2, Jetix, Nickelodeon                                                                   | Winx Club                 |                  |
| Rosja | СТС, Nickelodeon, Gulli, Karusel, Ginger HD, Ani                                           | Клуб Винкс (Klub Vinks)   | 21 kwietnia 2008 |
| San Marino | Rai Due                                                                                    | Winx Club                 |                  |
| Serbia | TV Košava, Ultra                                                                           | Winx Club (Vinks Klub)    |                  |
| Szwecja | Nickelodeon                                                                                | Winx Club                 |                  |
| Szwajcaria | Jetix                                                                                      | Winx Club                 |                  |
| Turcja | Kanal D, Smart Çocuk, CN Türkiye                                                           | Winx Club                 | 24 września 2009 |
| Ameryka |                                                                                            |                           |                  |
| Stany Zjednoczone | Cartoon Network, Jetix                                                                     | Winx Club                 |                  |
| Stany Zjednoczone | 4Kids Entertainment                                                                        | Winx Club Series          | 19 czerwca 2004  |
| Stany Zjednoczone | Nickelodeon                                                                                | Winx Club                 | 27 czerwca 2011  |
| Kanada | YTV                                                                                        | Winx Club                 |                  |
| Brazylia | Nickelodeon, SBT, TV Cultura                                                               | O Clube das Winx          | 2 stycznia 2012  |
| Wenezuela · Argentyna · Meksyk · Chile · Paragwaj · Urugwaj · Boliwia · Ekwador · Peru · Kolumbia · Panama · Salwador · Nikaragua · Gwatemala · Kuba · Kostaryka · Dominikana · Honduras · Belize | Nickelodeon, Cartoon Network, Televisa, Boomerang                                          | El Club Winx              | 3 marca 2009     |
| Azja |                                                                                            |                           |                  |
| Chiny | Cctv Kids                                                                                  | 魔法俏佳人                |                  |
| Korea Południowa | Cartoon Network, CHAMP TV, SBS                                                             | 윙스 프렌즈               |                  |
| Filipiny | Cartoon Network, ABS-CBN                                                                   | Winx Club                 |                  |
| Hongkong | Cartoon Network, TVB                                                                       | 魔法俏佳人                |                  |
| Indie | Cartoon Network, Pogo TV                                                                   | Winx Club                 |                  |
| Indonezja | Lativi, Animax                                                                             | Winx Club                 |                  |
| Izrael | Aruc ha-Jeladim ערוץ הילדים                                                                | Xמועדון ווינ              |                  |
| Japonia | TV Asahi, NHK, TV Tokyo, TV Osaka                                                          | ウィンクス・クラブ        |                  |
| Tajlandia | Channel 3, UBC                                                                             | Winx Club                 |                  |
| Pakistan | Cartoon Network, Pogo                                                                      | Winx Club                 |                  |
| Tajwan | Cartoon Network                                                                            | 魔法俏佳人 (Winx Club)    |                  |
| Singapur | Okto                                                                                       | Winx Club                 |                  |
| Turcja | Kanal D, Smart Çocuk, CN Türkiye                                                           | Winx Club                 | 24 września 2009 |
| Afryka |                                                                                            |                           |                  |
| Południowa Afryka | SABC 1, Cartoon Network, Boing                                                             | Winx Club                 |                  |
| Oceania |                                                                                            |                           |                  |
| Australia | Cartoon Network, Boomerang, Network Ten                                                    | Winx Club                 |                  |
| Nowa Zelandia | Sticky TV                                                                                  | Winx Club                 |                  |

### Odcinki specjalne
| Region            | Stacja(e)                             | Premiera serii       | Tytuł serii w kraju         |
| ----------------- | ------------------------------------- | -------------------- | --------------------------- |
| Stany Zjednoczone | Nickelodeon USA                       | 27 czerwca 2011      | Winx Club: One Hour Special |
| Włochy            | Rai Gulp, Rai 2                       | 21 listopada 2011    | Winx Club: One Hour Special |
| Irlandia          | Nickelodeon UK i Irlandia             | 24 września 2011     | Winx Club: One Hour Special |
| Australia         | Nickelodeon Australia i Nowa Zelandia | 10 września 2011     | Winx Club: One Hour Special |
| Węgry             | Nickelodeon Węgry                     | 16 października 2011 | Winx Club: One Hour Special |
| Polska            | Nickelodeon Polska                    | 16 października 2011 | Winx Club: One Hour Special |
| Rumunia           | Nickelodeon Rumunia                   | 16 października 2011 | Winx Club: One Hour Special |
| Rosja             | Nickelodeon Rosja                     | 16 października 2011 | Winx Club: One Hour Special |
| Ameryka Łacińska  | Nickelodeon Ameryka Łacińska          | 26 października 2011 | Winx Club: One Hour Special |
| Kanada            | Nickelodeon Kanada                    | 2 listopada 2011     | Winx Club: One Hour Special |

### Serie 4–obecna
| Kraj                                 | Data premiery        | Kanał telewizyjny            |
| ------------------------------------ | -------------------- | ---------------------------- |
| Sezon 4                              |                      |                              |
| Włochy                               | 15 kwietnia 2009     | Rai 2                        |
| Portugalia                           | 12 września 2009     | Canal Panda                  |
| Grecja                               | 19 września 2009     | Atari TV                     |
| Turcja                               | 26 września 2009     | SHOW                         |
| Izrael                               | 2 października 2009  | Nickelodeon Izrael           |
| Finlandia                            | 3 października 2009  | MTV3                         |
| Norwegia                             | 3 października 2009  | TV 2                         |
| Polska                               | 5 października 2009  | ZigZap                       |
| Francja                              | 16 października 2009 | France 3, Télétoon           |
| Holandia                             | 24 października 2009 | Nickelodeon Benelux          |
| Belgia                               | 24 października 2009 | Nickelodeon Benelux          |
| Niemcy                               | 31 października 2009 | Nickelodeon Niemcy           |
| Dania                                | 6 grudnia 2009       | Nickelodeon Dania            |
| Rosja                                | 8 grudnia 2009       | STS                          |
| Słowacja                             | 12 grudnia 2009      | Nickelodeon Szwecja          |
| Hiszpania                            | 21 grudnia 2009      | Disney Channel Hiszpania     |
| Australia                            | 1 marca 2010         | Boomerang                    |
| Nowa Zelandia                        | 1 marca 2010         | Boomerang                    |
| Pakistan                             | 8 marca 2010         | tylko na DVD                 |
| Serbia                               | 10 marca 2010        | Kosava TV                    |
| Indie                                | 16 kwietnia 2010     | POGO TV                      |
| Brazylia                             | 7 lutego 2012        | Cartoon Network Brazylia     |
| Sezon 5                              |                      |                              |
| Stany Zjednoczone                    | 26 sierpnia 2012     | Nickelodeon                  |
| Włochy                               | 16 października 2012 | Rai 2                        |
| Portugalia                           | 6 października 2012  | Canal Panda                  |
| Brazylia                             | 6 października 2012  | Nickelodeon Brazylia         |
| Meksyk                               | 8 października 2012  | Nickelodeon Ameryka Łacińska |
| Rumunia                              | 21 października 2012 | Nickelodeon Rumunia          |
| Węgry                                | 21 października 2012 | Nickelodeon Węgry            |
| Bułgaria                             | 21 października 2012 | Nickelodeon Bułgaria         |
| Chorwacja (pierwsza wersja dubbingu) | 21 października 2012 | Nickelodeon Chorwacja        |
| Serbia                               | 21 października 2012 | Nickelodeon Serbia           |
| Francja                              | 24 października 2012 | France 3                     |
| Polska                               | 27 października 2012 | Nickelodeon Polska           |
| Niemcy                               | 27 października 2012 | Nickelodeon Niemcy           |
| Holandia                             | 27 października 2012 | Nickelodeon Benelux          |
| Rosja (pierwsza wersja dubbingu)     | 28 października 2012 | Nickelodeon Rosja            |
| Chorwacja (druga wersja dubbingu)    | 6 listopada 2012     | Nova TV                      |
| Rosja (druga wersja dubbingu)        | 16 listopada 2012    | STS                          |
| Hiszpania                            | 2 grudnia 2012       | Nickelodeon Hiszpania        |
| Indonezja (pierwsza wersja dubbing)  | 2013                 | Kompas TV                    |
| Ukraina (lektor)                     | maj 2013             | Piksel TV                    |
| Ukraina (dubbing)                    | 29 września 2015     | TET                          |
| Indonezja (druga wersja dubbingu)    | 2016                 | RTV                          |
| Sezon 7                              |                      |                              |
| Grecja                               | 24 maja 2015         | Nickelodeon Grecja           |
| Indonezja                            | 22 czerwca 2015      | Nickelodeon Azja             |
| Malezja                              | 22 czerwca 2015      | Nickelodeon Azja             |
| Singapur                             | 22 czerwca 2015      | Nickelodeon Azja             |
| Filipiny                             | 22 czerwca 2015      | Nickelodeon Azja             |
| Wielka Brytania                      | 4 lipca 2015         | Nickelodeon UK               |
| Irlandia                             | 4 lipca 2015         | Nickelodeon Izrael           |
| Turcja                               | 6 lipca 2015         | Nickelodeon Turcja           |
| Holandia                             | 10 sierpnia 2015     | Nickelodeon Benelux          |
| Niemcy                               | 10 sierpnia 2015     | Nickelodeon Niemcy           |
| Polska                               | 10 sierpnia 2015     | Nickelodeon Polska           |
| Włochy                               | 21 września 2015     | Rai 2                        |
| Czechy                               | 12 października 2015 | Nickelodeon Czechy           |
| Chorwacja                            | 12 października 2015 | Nickelodeon Chorwacja        |
| Rumunia                              | 12 października 2015 | Nickelodeon Rumunia          |
| Serbia                               | 12 października 2015 | Nickelodeon Serbia           |
| Słowenia                             | 12 października 2015 | Nickelodeon Słowenia         |
| Węgry                                | 12 października 2015 | Nickelodeon Węgry            |
| Stany Zjednoczone                    | 10 stycznia 2016     | Nick Toons                   |
| Sezon 8                              |                      |                              |
| Włochy                               | 15 kwietnia 2019     | Rai YoYo                     |
| Rosja                                | 6 maja 2019          | Karusel                      |
| Turcja                               | 1 lipca 2019         | Cartoon Network Turcja       |
| Wietnam                              | 17 sierpnia 2019     | SEE TV                       |
| Finlandia                            | 4 października 2019  | MTV3                         |
| Macedonia                            | 5 października 2019  | Sitel TV                     |
| Brazylia                             | 19 grudnia 2019      | Discovery Kids               |
| Tajwan                               | 9 stycznia 2020      | Nickelodeon Azja             |
| Malezja                              | 9 stycznia 2020      | Nickelodeon Azja             |
| Indonezja                            | 9 stycznia 2020      | Nickelodeon Azja             |
| Polska                               | 20 kwietnia 2020     | teleTOON+                    |
| Izrael                               | 10 maja 2020         | HOT Kidz                     |
| Serbia                               | 7 lutego 2021        | Dexy TV                      |